# Hieronymus (Kirchenvater)

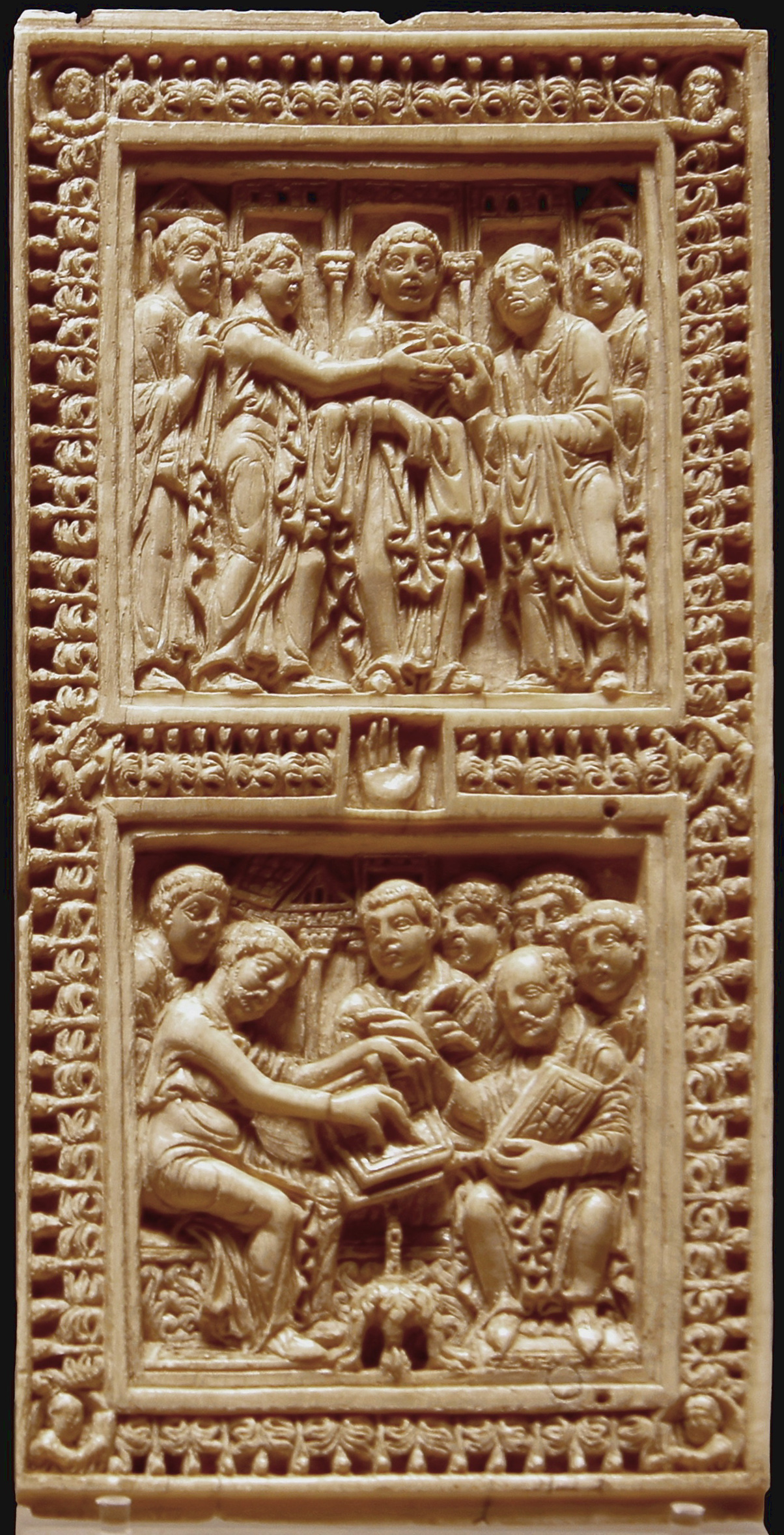
Eine der frühesten Darstellungen des Hieronymus. Oben: Hieronymus wird vom Bischof Damasus von Rom mit der Bibelrevision beauftragt. Unten: Hieronymus, sitzend mit dem fertigen Kodex im Arm, diktiert einem Kopisten (Elfenbeineinband des Dagulf-Psalters, 8. Jahrhundert, Louvre)

Sophronius Eusebius Hieronymus (geboren um 348/349 in Stridon, Dalmatia; gestorben am 30. September 420 in Bethlehem, Syria Palaestina) war einer der wichtigsten lateinischen Kirchenväter und ein sehr produktiver spätantiker Autor. Mit seiner rigoristischen Askese und seinen Leistungen als Übersetzer und Kommentator der Bibel übte er großen Einfluss auf die lateinische Christenheit aus. Die Vulgata ist in großen Teilen sein Werk. Zeitlebens war er ein konfliktfreudiger und vielfach kritisierter Außenseiter.
Nach dem Studium in Rom entschied sich Hieronymus für ein Leben als Asket und verbrachte rund drei Jahre in der Syrischen Wüste. Die dabei gewonnenen Erfahrungen machten ihn zum Mentor einer Gruppe gebildeter Christinnen aus der römischen Aristokratie. Mit zwei dieser Frauen, nämlich Paula und ihrer Tochter Eustochium, unternahm er eine Pilgerreise durch Palästina und Ägypten. Die von ihm geleitete Gruppe ließ sich in Bethlehem nieder, wo Paula die Errichtung eines Klosterkomplexes finanzierte. Hier konnte sich Hieronymus seiner bibelwissenschaftlichen Arbeit widmen. Dabei profitierte er stark von den Werken des Origenes. Dies hielt ihn nicht davon ab, Material für die Verurteilung des Origenes als Irrlehrer zu sammeln. In einer Zeit, in der die Griechischkenntnisse im Westen des Römischen Reichs rapide zurückgegangen waren, vermittelte Hieronymus als Übersetzer und Kompilator Werke griechischer Theologen an die lateinisch sprechende Christenheit. Ganz neu war sein Bemühen um den hebräischen Bibeltext, dem er vor der Septuaginta den Vorzug gab. Hieronymus hatte auch Kontakte zu Rabbinen in Palästina und lernte von seinen Gesprächspartnern Elemente jüdischer Bibelauslegung.
Hieronymus genießt in der Westkirche seit dem 8. Jahrhundert zusammen mit Ambrosius von Mailand, Augustinus von Hippo und Gregor dem Großen als einer der vier Kirchenlehrer besondere Wertschätzung; Papst Bonifatius VIII. bestätigte die Bedeutung dieser Vierergruppe von Theologen 1285. Im Gegensatz zu Ambrosius, Augustinus, Gregor und den meisten Kirchenvätern war Hieronymus kein Bischof, sondern ein einfacher Presbyter. Von der Nachwelt wurde er (historisch unzutreffend) als Kardinal in die kirchliche Hierarchie eingeordnet.
Hieronymus wird in verschiedenen christlichen Konfessionen als Heiliger verehrt. Sein Gedenktag ist der 30. September. Er wird als Schutzpatron der Übersetzer verehrt, so dass am 30. September der Internationale Übersetzertag gefeiert wird.

## Name
Der Kirchenlehrer nannte sich selbst Eusebius Hieronymus. Er trug das griechische Cognomen Ἱερώνυμος Hierṓnymos „heiliger Name“, das ebenso wie sein Gentilname Eusebius vermuten lässt, dass seine Familie aus dem griechischsprachigen Osten des Reichs nach Dalmatien zugezogen war. Das Praenomen Sophronius wurde Hieronymus wohl irrtümlich zugeordnet; ein Sophronius fertigte (nicht erhaltene) Übersetzungen von Werken des Hieronymus ins Griechische an.

## Leben
Eine antike Biografie des Hieronymus gibt es nicht; die mittelalterlichen Heiligenviten sind ohne historischen Wert.
Für die Biografie der historischen Persönlichkeit Hieronymus ist man somit weitgehend auf seine eigenen Werke verwiesen. Er erwähnte biografische Details in seinen Schriften nur sparsam, und dort, wo er es tat, ist die literarische Stilisierung zu berücksichtigen. Je nachdem, wie man diese gewichtet, ergeben sich Unterschiede bei seinen Lebensdaten und den für ihn wichtigen biografischen Stationen.

### Familie
„[Ich bin] Hieronymus, dem Vater Eusebius geboren, aus dem Ort Stridon, der inzwischen [= nach der römischen Niederlage in der Schlacht von Adrianopel (378)] von den Goten zerstört wurde, an der Grenze zwischen Dalmatien und Pannonien gelegen.“

Der Ort Stridon, in dem Hieronymus’ Familie ansässig war, lässt sich nicht sicher identifizieren.
Am 26. Juni 363 starb Kaiser Julian, ein für die christliche Bevölkerung einschneidendes Ereignis. Hieronymus wusste später, dass er als Junge Grammatikunterricht erhielt, als er zwischen 12 und 15 Jahren alt war, als die Neuigkeit in Stridon eintraf. Diese Bemerkung ermöglicht es, zusammen mit anderen Indizien, die das Zeitfenster weiter einschränken, Hieronymus’ Geburtsjahr relativ sicher auf 348/49 festzulegen.
Hieronymus entstammte einer christlichen Grundbesitzerfamilie, die es sich leisten konnte, ihm eine hervorragende Ausbildung zu finanzieren. Er hatte einen etwa zehn Jahre jüngeren Bruder Paulinianus und eine Schwester, deren Name, ebenso wie der Name der Mutter, unbekannt ist. Viel später beauftragte Hieronymus seinen Bruder damit, alles, was auf dem Grundbesitz der Familie an halb zerstörten kleinen Landhäusern (villulae) nach den Barbarenüberfällen noch vorhanden war, zu verkaufen. Weil Hieronymus’ Geschwister sich ebenso wie er selbst (und vermutlich unter seinem Einfluss) dem asketischen Leben zuwandten, gab es keine Erben. Alles, was vom Familienvermögen noch übrig war, ging in kirchlichen Besitz über. Da Briefe von Hieronymus an seine Eltern nicht dokumentiert sind und auch sonst über Kontakte nichts bekannt ist, wird vermutet, dass sie die Entscheidung ihrer Kinder zum Asketenleben nicht guthießen, bedeutete es doch, dass sie akzeptieren mussten, dass ihr Wohlstand zerfiel und die Erinnerung an sie mangels Nachkommen erlöschen würde.

### Studienjahre in Rom

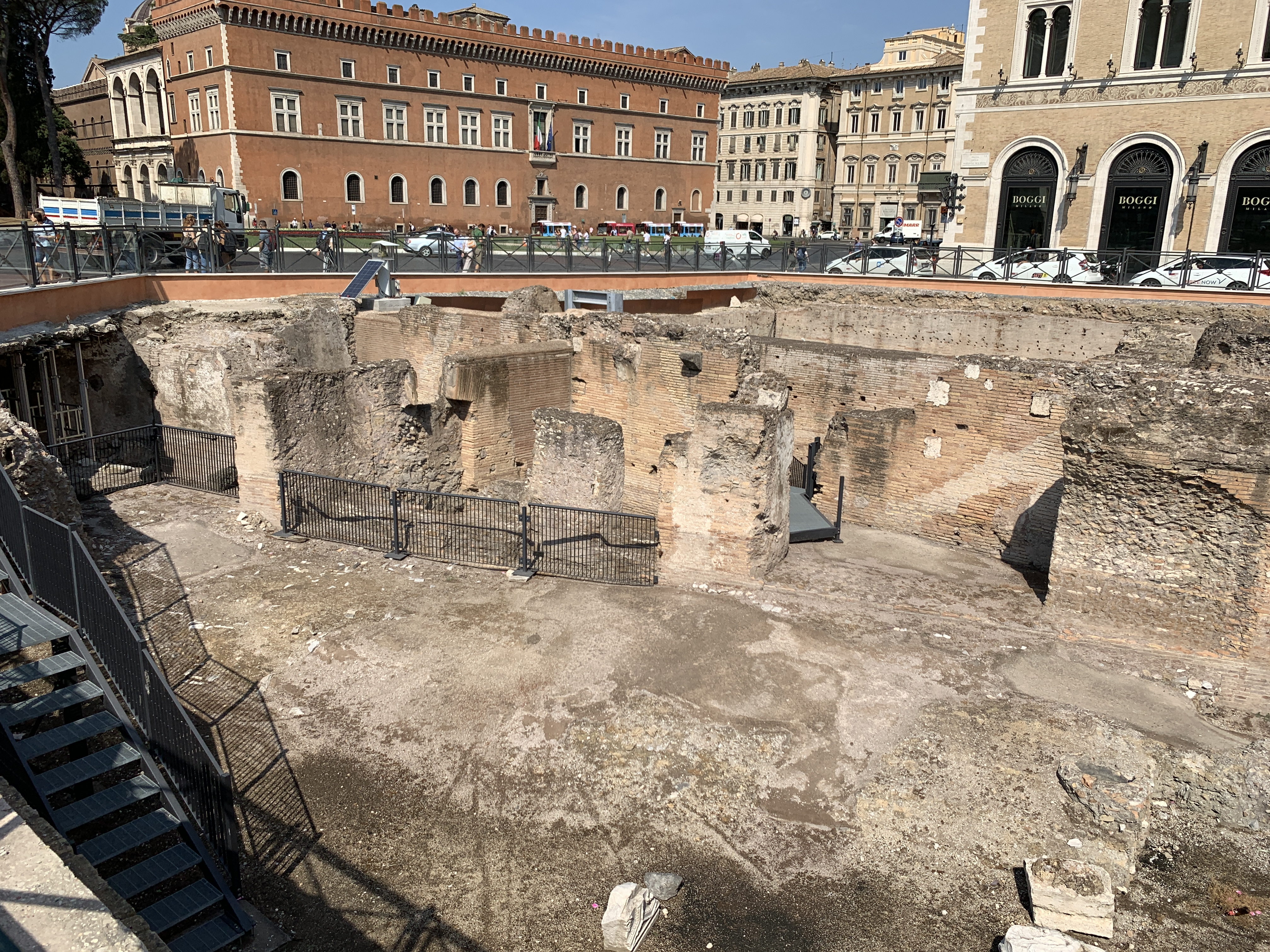
Bei Ausgrabungen nahe der Piazza Venezia in Rom freigelegte Reste des Athenäums (2021)

Zusammen mit seinem Freund Bonosus, ebenfalls aus wohlhabendem Hause, reiste der jugendliche Hieronymus zum Studium nach Rom. Hier befand sich mit dem Athenäum eine bedeutende Bildungseinrichtung, an der Grammatik, Rhetorik (griechisch und lateinisch), Philosophie, Medizin und Rechtswissenschaft gelehrt wurden. Hieronymus und Bonosus studierten bei Aelius Donatus. Hieronymus blühte auf. Später erinnerte er sich daran, wie er „mit frisierten langen Haaren und mit der Toga bekleidet“ unter den Augen des Donatus über einen vorgegebenen Streitgegenstand disputierte, was allemal eine „gefährliche Situation“ gewesen sei. Dass Donatus wie die meisten berühmten Lehrer des 4. Jahrhunderts kein Christ war, störte nicht.
Hieronymus genoss die Annehmlichkeiten, die Rom wohlhabenden Studenten bot. Sonntags unternahm er mit christlichen Freunden Spaziergänge zu den Katakomben, wo sie die Gräber der Apostel und Märtyrer verehrten. In Rom freundete er sich mit den Mitstudenten Pammachius, Heliodorus und Rufinus von Aquileia an. Pammachius gehörte der gens Furia an, die übrigen Freunde entstammten, wenn nicht dem senatorischen Adel, so jedenfalls der vermögenden Oberschicht, da sie das Honorar eines Donatus zahlen konnten. Hieronymus nutzte die Zeit in Rom gut, um nicht nur Bildung zu erwerben, sondern auch im Blick auf die künftige Karriere wichtige Kontakte zu knüpfen.
Gegen Ende seiner Studienzeit in Rom empfing Hieronymus wahrscheinlich durch Bischof Liberius die Taufe. Für Augustinus von Hippo war seine Taufe eine dramatische Lebenswende; bei Hieronymus ist davon nichts zu bemerken, er erwähnte dieses Ereignis eher beiläufig. In seiner Studienzeit begann Hieronymus mit dem Aufbau einer Privatbibliothek.

### Reise nach Trier und an den Rhein
Für viele junge Männer, die in Rom studierten, war diese Zeit die Vorbereitung auf eine Karriere in der kaiserlichen Verwaltung. Auch Hieronymus und Bonosus hatten eine solche Laufbahn vor Augen bzw. waren von ihren Eltern dafür vorgesehen worden. Nach Abschluss des Studiums empfahl es sich daher nicht, länger in Rom zu bleiben, denn die Kaiser besuchten die Metropole am Tiber nur mehr zu bestimmten Festen. Es gab wichtigere Residenzen, wo die Chancen, sich dem Herrscher bekannt zu machen, besser standen. Valentinian I. machte Trier 367 zum Regierungssitz. Das war wahrscheinlich der Grund, warum Hieronymus und Bonosus etwa 367 an die Mosel reisten. Hieronymus hielt sich daneben aber auch die Möglichkeit einer kirchlichen Karriere offen. Details über die Reise durch Gallien und den Aufenthalt in Trier sind nicht bekannt. Aber während dieser Reise kamen Hieronymus und Bonosus auch an den Rhein, vermutlich nach Mainz. Die Freunde teilten, wie Hieronymus sich ausdrückte, „an den halbbarbarischen Ufern des Rheins Tisch und Wohnung“ – und fassten dabei beide den Entschluss zum asketischen Leben. Zu den Hintergründen vermutet Schlange-Schöningen, dass das Bewerbungsverfahren in Trier mit einer längeren Wartezeit verbunden war, die sich Hieronymus mit dem Kopieren des Psalmenkommentars von Hilarius von Poitiers verkürzte. Dann seien beide in den kaiserlichen Nachrichtendienst eingetreten und als Beobachter (agentes in rebus) an die durch Germaneneinfälle gefährdete Rheingrenze entsandt worden. Die Hypothese kann erklären, warum sich Hieronymus und Bonosus überhaupt in dieser Randregion aufhielten, die ihnen hinsichtlich Bildung und Karriere nichts bieten konnte.

### Asket in Norditalien
Hieronymus und Bonosus kehrten 372/73 aus Gallien nach Italien zurück und lebten in oder nahe bei Aquileia, wo ihre Wege sich trennten. Hieronymus stand im Kontakt zu einem lockeren Kreis (chorus) von Asketen, darunter sowohl Kleriker als auch Frauen. Er verfasste sein Erstlingswerk: die fromme Vita einer anonymen Christin aus Vercelli, die als vermeintliche Ehebrecherin enthauptet, wunderbarerweise aber wieder lebendig wurde. Das Werk stellte den Statthalter von Ligurien äußerst ungünstig dar. Auch wenn Hieronymus keinen Namen nannte, hatte er sich damit offenbar unbeliebt gemacht. Hinzu kam ein familiärer Konflikt mit seiner Tante Castorina. Das veranlasste Hieronymus wahrscheinlich im Sommer 375, Norditalien zu verlassen und eine ruhigere Umgebung für sein asketisches Leben zu suchen.

### Von Antiochia in die Syrische Wüste und zurück
Gemeinsam mit dem Subdiakon Niceas, der dem Asketenkreis in Aquileia angehörte, reiste Hieronymus per Schiff nach Athen und dann auf dem Landweg quer durch Kleinasien nach Antiochia am Orontes. Hier fand er Aufnahme im Haus des Kurialen Evagrius, den er in Oberitalien kennengelernt hatte und der mit seinen guten Verbindungen zum wichtigsten Förderer des jungen Hieronymus wurde. Hieronymus war nach den Entbehrungen der Reise monatelang schwer krank und blieb danach Gast des Evagrius, um sich zu erholen.

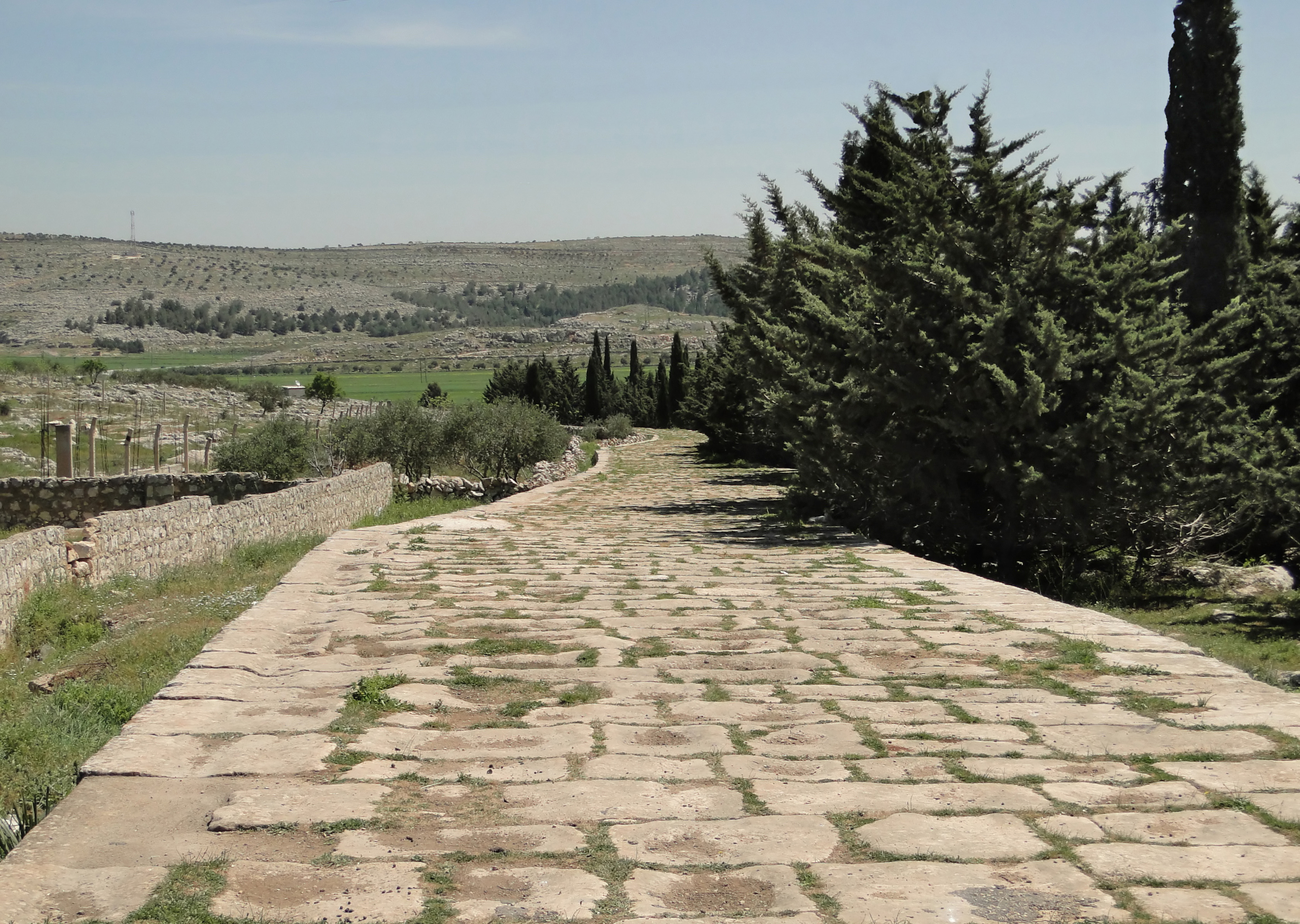
Römische Straße zwischen Antiochia und Chalkis

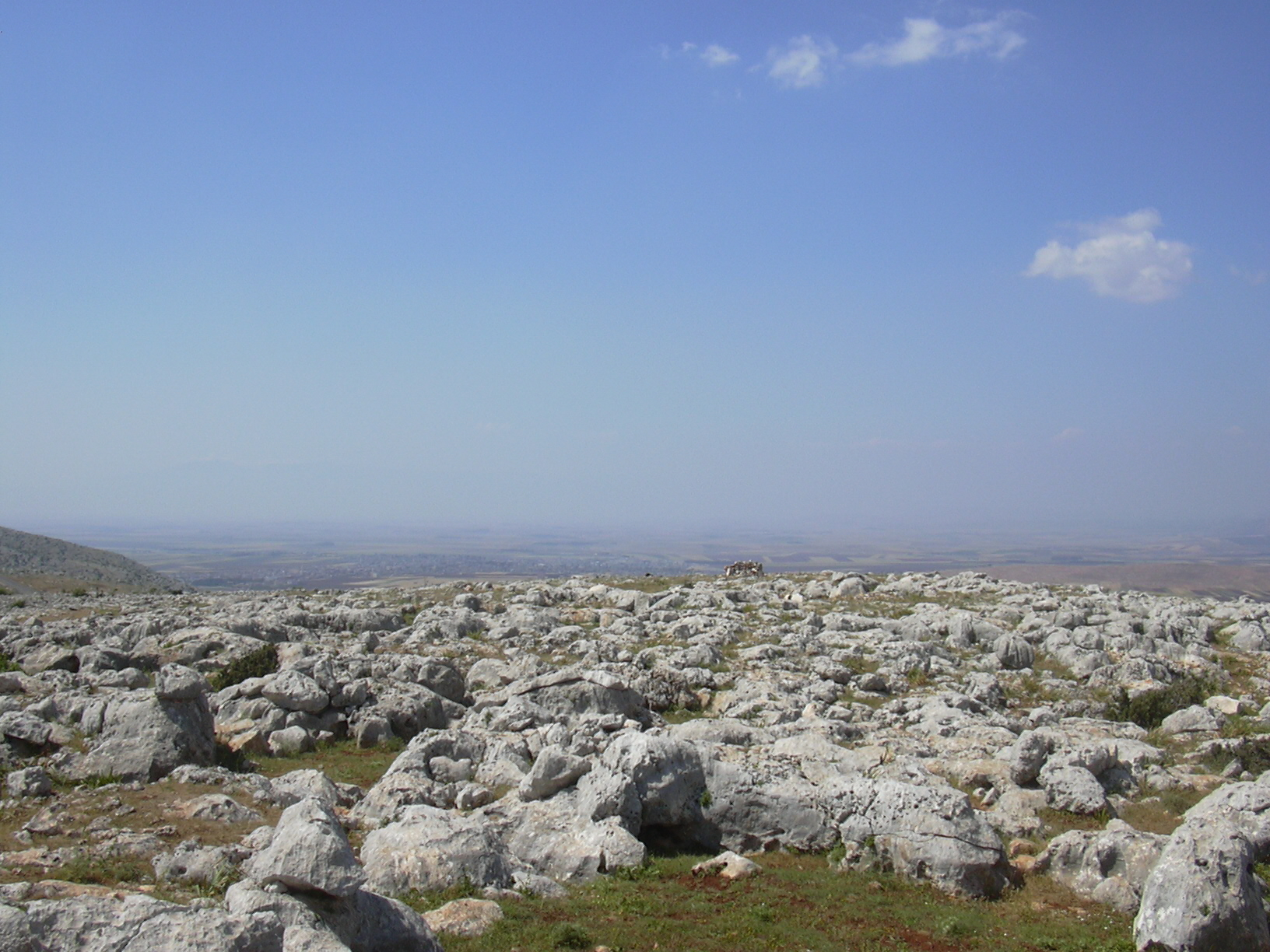
Blick vom Felsplateau des Jabal Bārīshā Richtung Norden

Seinen ursprünglichen Plan, nach Jerusalem weiterzureisen, gab er in dieser Lebenskrise auf, und wählte für zwei bis drei Jahre (375/78) das Leben eines Eremiten in der Wüste von Chalkis (ad Belum) im Hinterland von Antiochia. Evagrius stellte ihm sein Landgut Maronia zur Verfügung, das etwa 45 km östlich von Antiochia an der Straße nach Chalkis lag. Maronia wird auf oder bei dem verkarsteten Felsplateau Jabal Bārīshā südlich des modernen Ortes Imma im Gouvernement Idlib lokalisiert; in der Region sind Mönchssiedlungen archäologisch nachgewiesen. Unklar bleibt, ob Maronia dem Hieronymus vor oder nach seinem Eremitenleben als Quartier diente oder ob er seine Wüstenjahre tatsächlich nicht in einer Höhle oder Klause, sondern auf diesem Landgut verbrachte. Von Maronia wäre Hieronymus dann immer wieder zu harter Selbstabtötung in die sonnendurchglühte Einöde und wilde Felslandschaft aufgebrochen, die er so eindrucksvoll zu schildern wusste – Erfahrungen, die später seinen Ruhm in asketisch interessierten Oberschichtkreisen Roms begründeten. Hieronymus hatte jedenfalls seine Privatbibliothek weiterhin zur Hand und fügte ihr Neuanschaffungen hinzu. Stenographen und Kopisten standen ihm zur Verfügung. Außerdem fand er unter den Eremiten, die in der Wüste von Chalkis lebten, einen zum Christentum konvertierten Juden und nahm bei ihm hebräischen Sprachunterricht. Das Erlernen des hebräischen Alphabets und der Vokabeln mit ihren ungewohnten Zisch- und Kehllauten fiel ihm schwer. Auch diese Mühsal war für ihn Askese. Da Griechisch (neben Syrisch) die Umgangssprache unter den Eremiten war, vertiefte Hieronymus zusätzlich seine Sprachkenntnisse im Griechischen, gerade in Bezug auf theologisches Fachvokabular. Er brachte elementare Hebräisch- und sehr gute Griechischkenntnisse aus der Wüste mit, dazu ein wenig Syrisch. Aramäisch konnte er höchstens lesen.
Zunehmend wurde Hieronymus gedrängt, sich im Antiochenischen Schisma zu positionieren: Um das Bischofsamt der Metropole konkurrierten Meletius von Antiochia, in der Trinitätslehre ein „Rechtshomöusianer“ wie Basilius von Caesarea, und der Altnicäner Paulinus von Antiochia, der von den Bischöfen der lateinischen Westkirche unterstützt wurde, vor Ort in Antiochia aber nur eine Minderheit hinter sich wusste. Zu den Unterstützern des Paulinus gehörte allerdings Hieronymus’ Förderer Evagrius. Nun zeigte sich die ausgeprägte Romorientierung, die Hieronymus seit seinen Studienjahren kennzeichnete. Er wandte sich brieflich an Bischof Damasus von Rom mit der Bitte, zu entscheiden, wer der rechtmäßige Bischof von Antiochia sei. Auffällig ist die „Ehrfurcht gegenüber dem apostolischen Stuhl“, die Hieronymus mehrfach zum Ausdruck brachte. Dabei gab er sich völlig rat- und hilflos und ließ zugleich durchblicken, dass Meletianer wie Arianer daherredeten und Paulinus daher von ihm (wie von Evagrius) unterstützt werde. Aber Damasus antwortete auf den Brief eines ihm unbekannten Einsiedlers nicht. Ein zweiter, dringlicherer Brief folgte, der gleichfalls ohne Antwort blieb. Im Winter 378/79 war Hieronymus das Leben in der Syrischen Wüste wegen der trinitarischen Streitigkeiten, die unter den Eremiten ausgetragen wurden, immer mehr verleidet. Mehrfach musste er seine eigene Rechtgläubigkeit in dogmatischen Detailfragen darlegen. Verärgert und von seinen asketischen Übungen entkräftet, kehrte er im Frühjahr 379 nach Antiochia zurück.
Hieronymus konnte sich ausrechnen, dass er in anderen frühchristlichen Mönchslandschaften bald in die gleichen dogmatischen Diskussionen verwickelt sein würde. Er orientierte sich deshalb neu und sah seine Zukunft als christlicher Schriftsteller und Kleriker. Wenn er höhere Ambitionen hatte als Märtyrerlegenden zu schreiben, musste er im trinitarischen Streit Position beziehen, so wenig ihm die ganze Thematik lag. Hieronymus empfing 379 durch Paulinus das Weihesakrament; als dessen Presbyter war er nun zugleich sein Parteigänger im Antiochenischen Schisma. Er hatte sich ausbedungen, dass er keine sakralen Handlungen vollziehen werde. Josef Lössl charakterisiert diesen Aspekt von Hieronymus’ Biografie so: „Er […] weigerte sich, sein Presbyterat auszuüben, das ihn zudem mit einem schismatischen Bischof verband. […] Er versuchte zwar, sich mit Polemiken gegen andere als orthodox zu profilieren, aber selbst diese polemischen Schriften geben dogmatisch nicht viel her.“ Hieronymus war zwar Zeitgenosse intensiver dogmatischer Diskussionen; sein Beitrag hierzu ist jedoch unbedeutend. Seine Interessen waren die Übersetzung und Auslegung der Bibel sowie die Werbung für das asketische Leben.

### In Konstantinopel – am Rande des Konzils

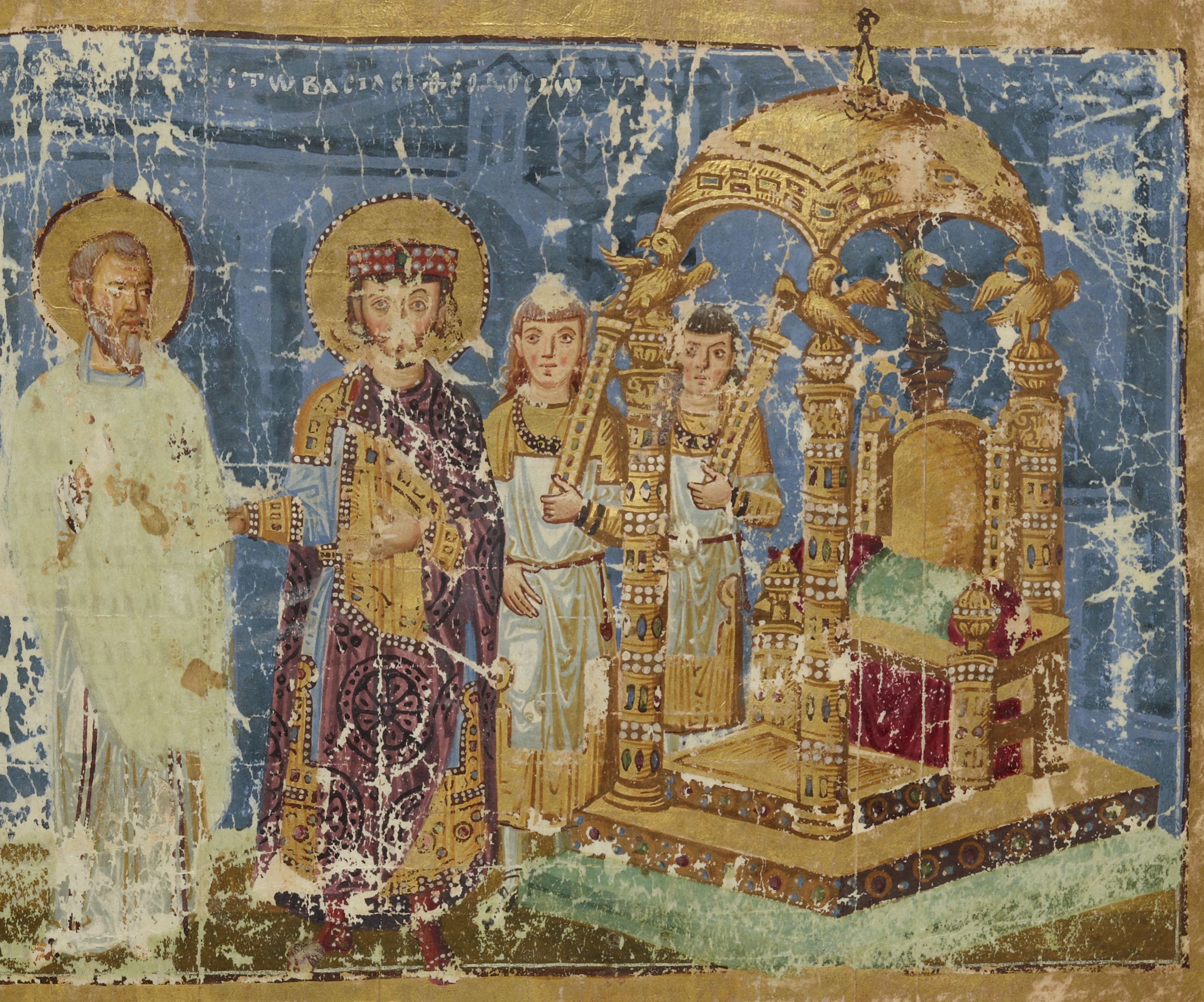
Gregor von Nazianz im Gespräch mit Theodosius I., der sich von seinem Thron erhoben hat (Byzantinisch, 9. Jahrhundert, BnF MS grec 510 fol. 239r)

Von 379/80 bis 382 findet man Hieronymus in Konstantinopel. In der Forschung ist umstritten, wozu er sich in der Metropole aufhielt. Mit der älteren Forschung vermutet Alfons Fürst, dass ein wissenschaftliches Interesse Hieronymus nach Konstantinopel geführt habe. Hieronymus betonte später gern, er sei von Gregor von Nazianz dort in der Bibelauslegung unterrichtet worden, es ist aber nicht mehr zu klären, wie diese Unterweisung aussah und welchen Umfang sie hatte. Schüler eines bedeutenden Neunicäners zu sein, war gut für Hieronymus’ Selbstbild als orthodoxer Theologe. Im Mai 381 begann das Konzil von Konstantinopel. Dieses Großereignis erwähnte Hieronymus in seinen Schriften nicht.
Was Hieronymus unter den christlichen Schriftstellern seiner Zeit heraushob, war seine Fähigkeit, anspruchsvolle theologische Texte (beispielsweise des Origenes) aus dem Griechischen ins Lateinische zu übersetzen. Davon lieferte er während seines Aufenthalts in Konstantinopel einige Proben ab. Mit diesen Übersetzungen wandte er sich an die lateinischsprachige Elite, mit der er auch persönliche Kontakte knüpfte. Erstmals berichtete er nun von Geldproblemen. Das kann damit zusammenhängen, dass die nach der römischen Niederlage in der Schlacht von Adrianopel (378) vordringenden Goten auch Stridon und die Ländereien seiner Familie zerstört hatten. Finanzielle Unterstützung, falls es sie bisher gegeben hatte, erhielt er von seiner Verwandtschaft nun nicht mehr.
Heinrich Schlange-Schöningen vermutet im Anschluss an Stefan Rebenich, dass Hieronymus als Parteigänger des Paulinus nach Konstantinopel gereist sei. Meletius von Antiochia hatte seine Position vor dem Konzil so sehr verbessert (er leitete das Konzil bis zu seinem plötzlichen Tod), dass fraglich war, wie sich Paulinus dagegen überhaupt noch behaupten wollte. Hieronymus trat demnach in näheren Kontakt zu Gregor von Nazianz, aber nicht, um bei ihm die Bibel zu studieren, sondern um bei diesem wichtigen kirchenpolitischen Akteur, der in der Gunst des Kaisers stand, für die Position des Paulinus zu werben. Auch Gregor von Nyssa und Amphilochius von Ikonium lernte Hieronymus in Konstantinopel kennen. Hieronymus fand laut Stefan Rebenich „Anschluß an bedeutende Repräsentanten der nizänischen Orthodoxie, auch wenn es zunächst nicht gelang, sie für die Sache des […] Paulinus zu gewinnen.“ Nachdem Meletius gestorben war, ging die Leitung des Konzils an Gregor von Nazianz über, der mittlerweile zum Bischof von Konstantinopel erhoben worden war. Er setzte sich (ganz im Sinne des Hieronymus) dafür ein, Paulinus das Bischofsamt in Antiochia zu übertragen. Aber die anwesenden Bischöfe waren mehrheitlich Sympathisanten des Meletius und lehnten ab; Gregor war anschließend wegen Zweifel an der Rechtmäßigkeit seiner Bischofsernennung zum Rücktritt gezwungen. Hieronymus wird als einfacher Presbyter in den Quellen zum Konzil nie genannt. Im Hintergrund hatte er für Paulinus geworben, Gregor überzeugt, aber auf dem Konzil trotzdem nichts bewirkt. Damit blieb Paulinus ein letzter mächtiger Unterstützer: Bischof Damasus von Rom. Die Beschlüsse des Konzils waren nicht in seinem Sinne, und man konnte vermuten, dass Damasus nun im östlichen Mittelmeerraum kirchenpolitisch intervenieren, vielleicht sogar einen Konflikt mit dem Kaiser deswegen riskieren würde.

### Mentor adliger Asketinnen in Rom
Im Herbst 382 reiste Hieronymus im Gefolge seines Bischofs Paulinus von Antiochia und des Bischofs Epiphanios von Salamis zu einer Synode nach Rom, wo er Bischof Damasus persönlich kennenlernte. Nach dem Konzil war klar, dass Paulinus im Osten keine Mehrheit hatte; eine kirchliche Karriere des Hieronymus als dessen Presbyter war daher fraglich. Ganz anders war es in Rom, wo man Paulinus schon lange mit Wohlwollen begegnete und auch sein Presbyter mit Förderung rechnen durfte. Sein Ruhm als Autor eilte Hieronymus voraus; Stefan Rebenich schreibt: „Seine Werke propagierten […] die westliche Interpretation der nizänischen Orthodoxie, und das asketische Ideal, das zunehmend […] Anhänger fand. Kurzum: Hieronymus war zur rechten Zeit und in der richtigen Begleitung in der Urbs eingetroffen.“
Hieronymus fand eine Anstellung in Damasus’ Archiv, wo er sich dank seiner Sprachkenntnisse bei der Korrespondenz Roms mit Adressaten im Osten des Reichs nützlich machte. Nach eigenen Angaben redigierte er die Synodalschreiben. Das war eine verantwortungsvolle Tätigkeit, da Fehlübersetzungen leicht neuen dogmatischen Streit hätten nach sich ziehen können. Damasus, der selbst literarisch hervorgetreten war, ließ sich von Hieronymus exegetische Probleme in der Bibel erläutern. Hieronymus legte Wert darauf, dass Damasus ihn beauftragt hatte, den lateinischen Text der vier Evangelien nach dem griechischen Text zu revidieren. Er fertigte auch eine Revision des lateinischen Psalters nach dem griechischen Text an, die aber nicht erhalten blieb. In der Amtszeit des Damasus wurde Latein in Rom zur einzigen Liturgiesprache. Dass die im Gottesdienst hauptsächlich verwendeten Bibeltexte, nämlich Evangelien und Psalmen, in guter Qualität vorhanden waren, entsprach durchaus Damasus’ Interessen. Trotzdem ist es wahrscheinlicher, dass die Revision Hieronymus’ Idee war und er Damasus davon überzeugte. Kritik an Änderungen der vertrauten Formulierungen ließ nicht lange auf sich warten; umso wichtiger war es, dass die Revision durch die Autorität des Bischofs von Rom gedeckt war.
Bereits vor Hieronymus’ Ankunft gab es ein Netzwerk asketisch lebender römischer Aristokratinnen, zu dem unter anderem Marcella, Lea, Fabiola, Paula und deren Töchter Eustochium und Blaesilla gehörten. Marcella, die der Stirps (Familie) der Ceionii Rufii angehörte, vertrat eine gemäßigte Askese, die Alfons Fürst so charakterisiert: „Man kleidete und ernährte sich einfach […] – aber man blieb in seinen Palästen wohnen, erklärte ein Zimmer im Haus zur ‚Zelle‘.“ Sie besaß in ihrem Haus auf dem Aventin eine theologische Bibliothek und leitete Gesprächskreise über theologische und biblische Themen. 382 lud sie Hieronymus dorthin ein. Als die Frauengruppe um Marcella unter den Einfluss des Hieronymus geriet, verschärften sich die asketischen Anforderungen erheblich. Er betätigte sich als der Mentor dieser gelehrten Frauen und versuchte, mitten in der Metropole Rom eine asketisch-jungfräuliche Lebensform zu etablieren, die er in einer Programmschrift genauer beschrieb. Das biblische Vorbild war Maria, deren immerwährender Jungfrauschaft Hieronymus einen eigenen Traktat widmete (De Mariae virginitate perpetua). In der Streitschrift Adversus Iovinianum formulierte er eine so krasse Abwertung von Ehe und Familie, dass es zum Skandal kam: Adlige Asketen widersprachen Hieronymus’ Thesen, und seine Freunde konnten, wie Peter Gemeinhardt schreibt, „nur mit Mühe die Wogen glätten“. Die Kombination von satirischer Herabsetzung nichtasketischer Kleriker und Werbung für eine Lebensform, die in der Kirche von Rom mehrheitlich nicht geteilt wurde, machte Hieronymus zunehmend unbeliebt. Damasus starb am 11. Dezember 384; damit verlor Hieronymus die kirchliche Rückendeckung. Kurz zuvor (Oktober/November 384) war die zwanzigjährige Blaesilla gestorben, und Paula als Mutter hatte während der Beisetzung einen Nervenzusammenbruch erlitten. Die öffentliche Meinung in Rom war überzeugt, die von Hieronymus empfohlene harte Askese habe zum Tod der jungen, nach einer Krankheit geschwächten Witwe geführt oder beigetragen. Hieronymus verfasste eine Trostschrift an Paula, die laut Alfons Fürst „eine Art Selbstverteidigung“ sein sollte:

„Allzu große Anhänglichkeit an die Seinigen kann zur Pflichtverletzung gegen Gott werden. […] Als man Dich ohnmächtig mitten aus dem feierlichen Leichenbegängnis hinwegtrug, da fing die Menge an zu raunen: Haben wir es nicht oft genug gesagt, daß es so kommen wird? Sie weint um ihre Tochter, die ein Opfer des Fastens geworden ist. Sie ist untröstlich, daß sie nicht wenigstens aus deren zweiter Ehe Enkel zu sehen bekam. Wie lange mag es noch anstehen, bis man das abscheuliche Geschlecht der Mönche [= Hieronymus und seinesgleichen] aus der Stadt vertreibt, mit Steinen zu Tode wirft oder in das Wasser stürzt? Sie haben die arme Frau verführt; denn jetzt zeigt es sich, daß sie keine Nonne sein wollte. […] Wie mögen solche Worte Christus betrübt haben!“

Damasus’ Nachfolger im Bischofsamt, Siricius, protegierte Hieronymus nicht und blieb ihm gegenüber reserviert. Als er vor dem Bischofsgericht angeklagt wurde, er habe seine Stellung als Seelsorger der Paula ausgenutzt, um eine sexuelle Beziehung mit ihr einzugehen, wartete Hieronymus das Urteil nicht ab und verließ Rom überstürzt im August 385. Damit waren seine Zukunftspläne als Gelehrter und asketischer Mentor fürs erste durchkreuzt, und es war unklar, wie es nun weitergehen sollte.

### Pilgerreise nach Palästina
Begleitet von seinem jüngeren Bruder Paulinianus, einem befreundeten Presbyter namens Vincentius und einigen Mönchen reiste Hieronymus per Schiff von Ostia über Zypern nach Antiochia; unterwegs schlossen sich Paula und Eustochium der Gruppe an. Sie pilgerten zu Fuß, die Aristokratin Paula auf einem Esel reitend, nach Jerusalem und zu den Schauplätzen der Bibel. Eine Ägyptentour mit Besuch der Mönche in der Nitrischen Wüste und vier Wochen Aufenthalt in der Metropole Alexandria rundeten das Pilgerprogramm ab.
Auf dem Ölberg bei Jerusalem gab es ein Männer- und ein Frauenkloster, Gründungen, die von der römischen Aristokratin Melania finanziert worden waren, deren spiritueller Mentor Hieronymus’ Studienfreund Rufinus von Aquileia war. Dass die von Hieronymus geleitete Pilgergruppe hier einkehrte, ist anzunehmen. Vielleicht war das asketische Leben auf dem Ölberg ein Modell für das, was Paula und Hieronymus in Bethlehem aufbauten; Schlange-Schöningen erwägt auch, dass in Jerusalem bereits so viele Asketen lebten, dass die beiden hier keine Möglichkeiten für sich sahen und ins benachbarte Bethlehem auswichen.

### In Bethlehem

#### Askese und Wissenschaft

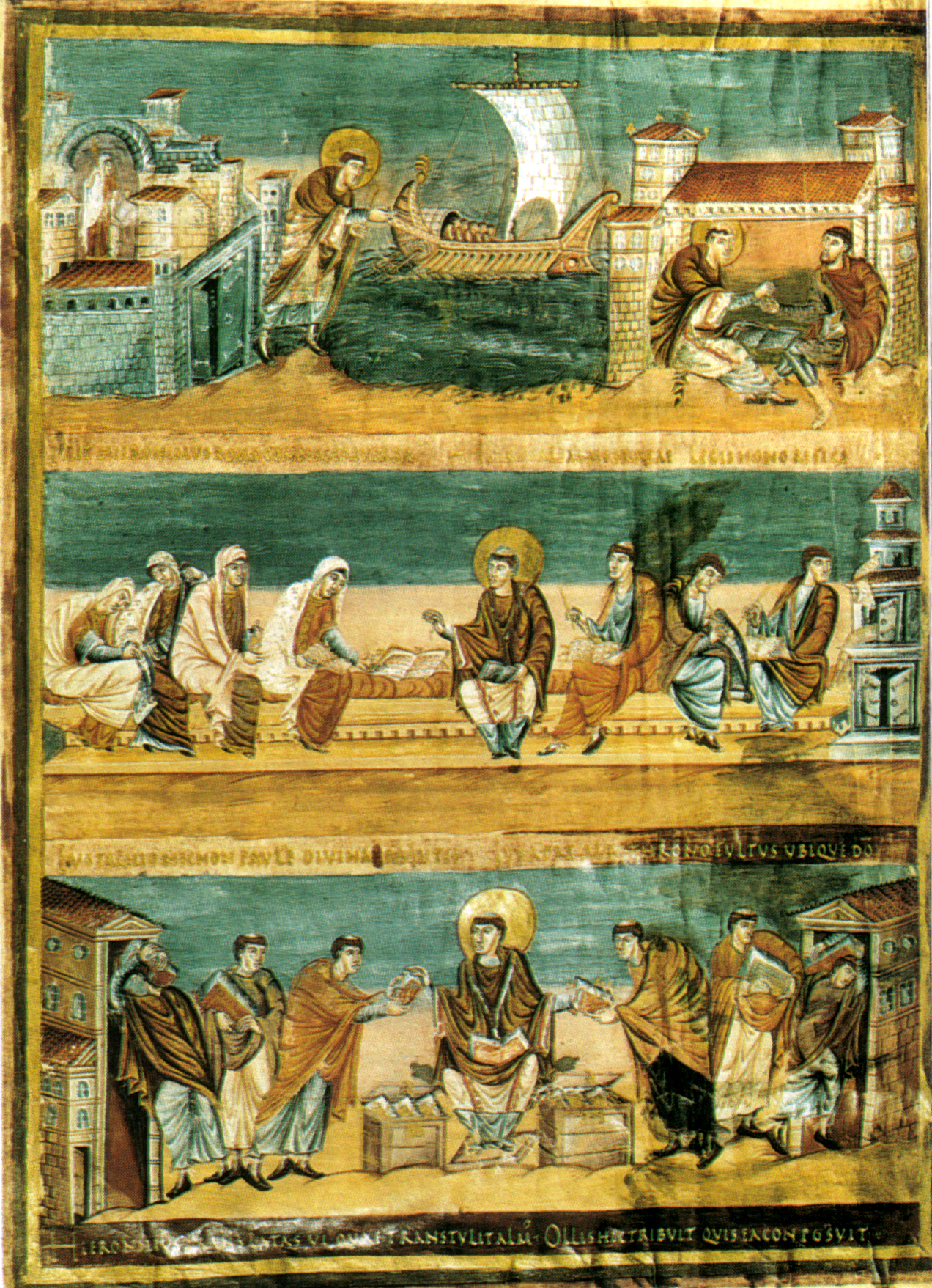
Oben: Hieronymus’ Abreise aus Rom; in Bethlehem verpflichtet er einen Hebräischlehrer. Mitte: Hieronymus unterrichtet vier Frauen; drei Mönche warten auf sein Diktat. Unten: Hieronymus teilt seine Werke aus (Erste Bibel Karls des Kahlen, Tours 845/46, fol 3v)

Drei Jahre wohnte die Gruppe um Paula und Hieronymus behelfsmäßig in Bethlehem, bis 389 die Gebäude fertiggestellt waren, die Paula finanzierte: ein in drei Trakte gemäß dem sozialen Status der Nonnen gegliedertes Frauenkloster neben der Geburtskirche, ein Männerkloster mit Kirche und Wehrturm, vielleicht am Ortsrand, und eine Pilgerherberge an der Hauptstraße. Paula stellte mit dieser Klosteranlage für Hieronymus einen Rahmen zur Verfügung, in dem er seinen wissenschaftlichen Interessen ungestört nachgehen konnte. Palladios, der Hieronymus und Paula bei einem Besuch in Bethlehem kennenlernte, kritisierte die Abhängigkeit Paulas von ihrem Mentor:

„[Paula war] eine Frau von ausgezeichnetem geistlichem Wandel; ihr wurde zum Hindernis ein gewisser Hieronymus aus Dalmatien. Sie hätte nämlich kraft der ausgezeichneten Anlagen alle anderen überflügeln können, hätte nicht er in seinem Ehrgeiz nach eigener Absicht sie gelenkt.“

Hieronymus hatte seine Privatbibliothek aus Rom mitgenommen, aber wahrscheinlich in Antiochia zwischengelagert, bis er in seinem Kloster zu Bethlehem einen neuen Aufstellungsort für seine Bücher hatte. Es gab dort ein aktives Skriptorium, und die Neugründung zog gebildete Mönche an. Klosteranlagen mittelalterlichen Typs kannte die Spätantike nicht. Hieronymus bezeichnete sein Kloster in Bethlehem mit dem Begriff cellulae, d. h., es waren kleine aneinandergebaute Häuser mit je eigenem Garten. Dort verbrachten die Mönche die meiste Zeit für sich allein und kamen nachmittags zum Gebet mit anschließender Mahlzeit und abendlichen Gesprächen zusammen.
Während Hieronymus Paulas Gelehrsamkeit, ihre Bibel- und Hebräischkenntnisse ebenso rühmte wie ihre kompromisslose Askese (Schlafen auf dem Boden, Baden nur aus medizinischen Gründen, frugaler Speiseplan), bereitete ihre Wohltätigkeit ihm zunehmend Sorgen. Denn Paula verteilte ihr Geld freigiebig an die Armen. Die beiden Klöster und die Pilgerherberge waren aber von Paulas finanzieller Förderung abhängig. Schließlich war Paulas Vermögen aufgebraucht. Als sie am 26. Januar 404 starb und in der Geburtskirche beigesetzt wurde, war sie völlig verarmt und hinterließ ihrer Tochter Eustochium erhebliche Schulden. Wie weit es gelang, die finanzielle Situation etwa durch Gewinnung neuer Förderer unter den reichen Bethlehempilgern zu stabilisieren, ist unbekannt.
Hieronymus stand dem Männerkloster bis zu seinem Tod vor. Er predigte regelmäßig und gab Unterricht in klassischer lateinischer Literatur. Seine wissenschaftliche Tätigkeit dehnte er in Bethlehem erheblich aus. Als er in der Bibliothek von Caesarea Maritima auf die Hexapla des Origenes stieß, eröffnete dieses Arbeitswerkzeug völlig neue Perspektiven für seine lateinische Bibelübersetzung. Hieronymus vertiefte seine Hebräischkenntnisse, indem er bei jüdischen Gelehrten Sprachunterricht nahm, von denen er Baranina (= Bar Chanina, ein zu Hieronymus’ Zeit häufiger Name) namentlich nennt. Zwei Lehrer kamen aus Zentren rabbinischer Gelehrsamkeit, nämlich Tiberias und Lydda. Hieronymus hatte demnach Kontakt zu Rabbinen in Palästina zur Zeit der Amoräer. Aber er scheint kaum rabbinische Literatur genutzt zu haben und bezog sein Wissen aus spontanen Gesprächen mit seinen Informanten. Es sind also Einzelstücke aus der jüdischen Tradition, denen der Zusammenhang fehlt.

#### Streit um Origenes
Bischof Epiphanios von Salamis, der wie Hieronymus ein Parteigänger des Paulinus im Antiochenischen Schisma gewesen war, unternahm 393 eine Jerusalemreise. Er sah in Origenes den geistigen Vater des Arianismus (also der nach zeitgenössischem Verständnis größten Irrlehre). Origenes, der um 253 gestorben war, hatte die Unterordnung von Jesus Christus unter Gott Vater vertreten (Subordinatianismus) – das war im 3. Jahrhundert weit verbreitet. Im 4. Jahrhundert war die Dogmenentwicklung weitergegangen und hatte zu der differenzierten Trinitätstheologie der Drei Kappadokier geführt. Aber die Schriften des Origenes waren auf dem dogmengeschichtlichen Stand Mitte des 3. Jahrhunderts stehen geblieben. Nach wie vor wurden die Werke des Origenes im griechischen Osten hoch geschätzt – trotz ihres „altertümlichen“ und aus der Perspektive der Konzilien von Nicäa und Konstantinopel häretischen Subordinatianismus. Epiphanios trat an, um das zu ändern. Er bezichtigte den Bischof Johannes von Jerusalem in einem Brief ebenso wie Rufinus von Aquileia, dem Origenismus anzuhängen. Hieronymus übersetzte diese Schrift für Eusebius von Cremona, der des Griechischen nicht mächtig war, ins Lateinische. Durch eine Indiskretion erfuhren Johannes und Rufinus davon. Die Aktivitäten des Epiphanios zogen Hieronymus in den Origenistischen Streit hinein. Bisher war das Bethlehemer Kloster gottesdienstlich vom Jerusalemer Klerus versorgt worden. Dieser blieb infolge des Konflikts fern, und die Presbyter unter den Bethlehemer Mönchen übten wie Hieronymus ihr Amt nicht aus. Im Sommer 394 weihte Epiphanios deshalb Hieronymus’ Bruder Paulinianus kirchenrechtswidrig zum Presbyter für das Kloster in Bethlehem. Er brüskierte damit den Bischof von Jerusalem, dessen Jurisdiktion Bethlehem unterstand. Wegen der irregulären Priesterweihe des Paulinianus exkommunizierte Johannes das Kloster und Hieronymus als dessen Vorsteher. Er veranlasste auch in Konstantinopel, dass Hieronymus zum Exil verurteilt wurde. Der zuständige Prätorianerpräfekt Flavius Rufinus wurde jedoch am 27. November 395 ermordet. Dadurch entstand eine Verzögerung, in der wahrscheinlich Paula durch ihre Beziehungen zum Kaiserhof dafür sorgte, dass das Verbannungsedikt nicht umgesetzt wurde. Paula und andere hochrangige Personen wirkten auch auf Johannes ein, um die Aufhebung der Exkommunikation zu erreichen. Zu Ostern 397 versöhnten sich Johannes und Hieronymus.
Im gleichen Jahr siedelte Rufinus nach Rom über und warb dort für die Schriften des Origenes, die er auch ins Lateinische übersetzte. Dadurch eskalierte der Streit um Origenes erneut. Problematisch ist, wie Hieronymus sich dabei zu Wort meldete. Rufinus hatte dogmatisch anstößige Stellen in Origenes’ Hauptwerk De principiis bei der Übersetzung ins Lateinische geglättet, damit sie dem aktuellen Stand der Trinitätslehre entsprachen. Hieronymus verfertigte 398/99 eine Gegenübersetzung, die genauer sein wollte, aber ebenso tendenziös war: Sie sollte Origenes als Häretiker entlarven. Anstößige Formulierungen wurden von ihm deshalb übertrieben und betont. Laut Alfons Fürst trug er „massiv zur Denunzierung des Mannes bei […], aus dessen Schriften er theologisch und exegetisch am meisten gelernt hatte“. Hieronymus unterschied erklärtermaßen zwischen den exegetischen Leistungen des Origenes, die er nutzen wollte, und den dogmatischen Positionen des Origenes, die er verwarf. Diese Aufspaltung wurde aber dem Werk des Origenes nicht gerecht, da Origenes sich bei seinen systematisch-theologischen Überlegungen ständig auf die Bibel bezog. Hieronymus und Rufinus, Freunde seit Studienzeiten, wurden durch den Streit um Origenes erbitterte Gegner. Beide verdankten dem Werk des Origenes sehr viel und versuchten, Teile dieses Werks, die ihnen wichtig waren, vor dem Verdacht der Häresie zu schützen. Dabei nutzten sie Briefe und Apologien, um für ihre Position zu werben und den Gegner als Person zu diskreditieren – das alles in lateinischer Sprache, so dass ihr Konflikt im Westen des Reichs hohe Wellen schlug. Rufinus, der seit 399 in Aquileia lebte, wehrte sich zunächst polemisch gegen Angriffe des Hieronymus, die dieser mit noch stärkerer Polemik konterte. Ab 402 schwieg Rufinus zu den Attacken des Hieronymus. 410 zog er sich infolge der Gotenüberfälle nach Sizilien zurück, wo er 411/12 starb. Hieronymus polemisierte weiter und bedachte seinen einstigen Freund noch über seinen Tod hinaus mit heftigen Beleidigungen.

### Letzte Lebensjahre und Tod
Die Wende zum 5. Jahrhundert brachte für Hieronymus mehrere Schicksalsschläge. Paula starb Anfang 404 nach längerer Krankheit. Der trauernde Hieronymus war bis 405 nicht imstande, ein größeres Werk zu verfassen, nur an seiner Bibelübersetzung arbeitete er weiter. Isaurische Plünderzüge in Galiläa und Phönizien gefährdeten 405/06 auch die Menschen in der Region Jerusalem. Die Nachricht von der Plünderung Roms durch die Goten erschütterte Hieronymus umso mehr, als auch die Asketin Marcella, mit der er in Briefkontakt stand, an den dabei erlittenen Misshandlungen starb. 412 waren Ägypten und die Levante von Barbareneinfällen betroffen. Im Spätsommer 416 überfielen Plünderer Bethlehem und setzten Hieronymus’ Kloster in Brand. Die Mönche flohen in den Wehrturm. In seinen letzten Lebensjahren hatte Hieronymus seine Bibliothek nicht mehr zur Verfügung. Vermutlich waren die Bücher bei dem Überfall 416 verbrannt.
Hieronymus registrierte schon seit Jahren die eintreffenden Nachrichten über Barbarenüberfälle in verschiedenen Provinzen des Reichs. Heinrich Schlange-Schöningen schreibt: „Entsetzt über den Verfall der römischen Stärke steht Hieronymus […] doch noch ganz im Banne der römisch-christlichen Reichsideologie, auch wenn diese durch starke Zweifel erschüttert ist.“ Den großen geschichtstheologischen Entwurf, den Augustinus in De civitate Dei anbot, kannte er wahrscheinlich nicht. Er sah in den politischen Katastrophen vor allem ein Motiv für die Askese: Wenn die Endzeit angebrochen war, war es sinnlos, noch zu heiraten.
Eustochium, die die Leitung des Frauenklosters nach dem Tod ihrer Mutter Paula übernommen hatte, starb Ende 418 oder Anfang 419. Wenige Monate später, im Herbst 419 oder, wenn man die Datierung Prospers von Aquitanien für zuverlässig hält, am 30. September 420 starb Hieronymus selbst und wurde in der Geburtskirche beigesetzt.

## Werk

### Sprachkenntnisse

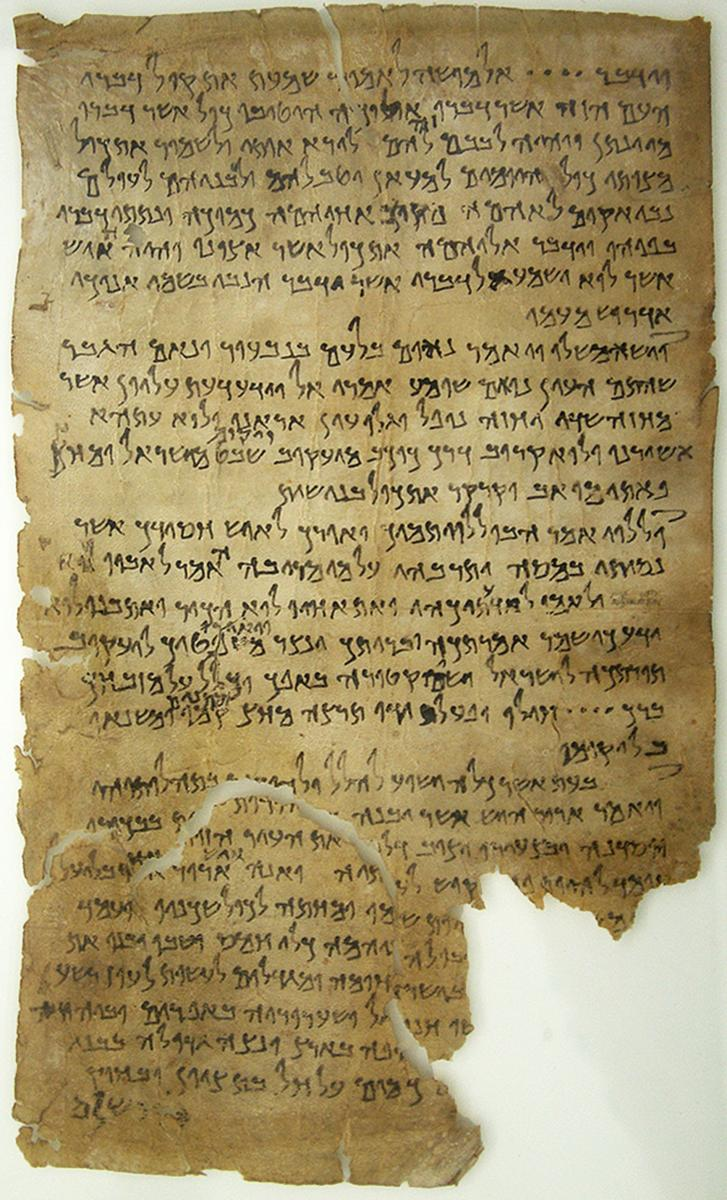
Blatt mit Bibelzitaten in unvokalisiertem Hebräisch, wie es zu Hieronymus’ Zeit üblich war (4Q175, 1. Jahrhundert v. Chr., Jordanisches Nationalmuseum)

Hieronymus beherrschte klassisches und zeitgenössisches Latein sowie Griechisch. Er berief sich in seinen Schriften auch auf jüdische Gelehrte, die ihm Hebräisch beigebracht hätten. Da Hieronymus zur Selbststilisierung neigte, stießen solche Angaben auf Misstrauen. Pierre Nautin sprach Hieronymus eigene Hebräischkenntnisse weitestgehend ab. Er sei komplett von seinen Quellen, vor allem Origenes und Eusebius von Caesarea, abhängig gewesen. Hillel Newman dagegen gesteht ihm eine größere passive Kenntnis des Hebräischen zu, wenn ihm auch Irrtümer unterlaufen seien.

### Bibelrevision und Neuübersetzung
Hieronymus gilt als Verfasser der Vulgata: Er übersetzte die Bibel in ein Latein, das er behutsam dem Sprechlatein seiner Zeit annäherte, und schuf damit laut Alfons Fürst „ein stilistisch einheitliches und literaturästhetisch anspruchsvolles Kunstwerk […], das Sprache, Spiritualität und Theologie des abendländischen Mittelalters tief geprägt hat“.
Im Neuen Testament revidierte er die ältere Übersetzung Vetus Latina (früher auch Itala genannt) der vier Evangelien im Auftrag des Bischofs Damasus von Rom; sein Vorgehen erläuterte er in dem Damasus gewidmeten Vorwort:

„Ich vergleiche [den lateinischen Text der Evangelien] mit griechischen Handschriften, ausschließlich alten. Damit sie nicht zu sehr vom gewohnten lateinischen Wortlaut abweichen, haben wir den Grundsatz befolgt, nur dort zu korrigieren, wo der Sinn verändert wurde, und das übrige so zu lassen, wie es war.“

Die Vulgata-Version der übrigen Schriften des Neuen Testaments stammt nicht von Hieronymus, sondern von späteren Bearbeitern. Um den Eindruck zu erwecken, dass Hieronymus das ganze Neue Testament revidiert habe, wurden diesen Schriften Textpassagen aus Hieronymus’ christlicher Literaturgeschichte De viris illustribus als Vorworte vorangestellt.
Ab 386 übersetzte Hieronymus in Bethlehem mehrere Bücher des Alten Testamentes nach der Septuaginta aus dem Koine-Griechischen ins Lateinische und nutzte dabei die Hexapla des Origenes. Erhalten sind:
- Buch Ijob (Interpretatio Iob iuxta Septuaginta),
- Hoheslied (Interpretatio Cantici Canticorum iuxta Septuaginta),
- Buch der Psalmen (sogenanntes Psalterium Gallicanum).

Von seiner Übersetzung des Buchs der Sprüche, des Buchs Kohelet und des (ersten und zweiten) Buchs der Chronik aus dem Griechischen blieben nur die Vorreden erhalten.
In Briefen vertrat Hieronymus mehrfach den Grundsatz, dass man sich zum Verständnis einer neutestamentlichen Stelle den besten griechischen Text ansehen müsse, zum Verständnis einer Bibelstelle im Alten Testament aber den hebräischen Text. Mit diesem Interesse an der Hebräischen Bibel ging er über Origenes hinaus, für den die durch christliche Tradition geheiligte Septuaginta im Zentrum stand. Origenes befasste sich mit dem hebräischen Text, um punktuell Probleme im Septuagintatext beheben zu können. Hieronymus betrat Neuland. Als erstes übersetzte er um 390 die Samuel- und Königebücher, denen er ein programmatisches „Vorwort mit Helm“ (Prologus galeatus) voranstellte. Diese Übersetzungen sind, wie auch die Übersetzungen der Prophetenbücher, Paula und Eustochium gewidmet. In welcher Reihenfolge Hieronymus die einzelnen Bücher des Alten Testaments bearbeitete, ist nicht sicher; hier der Vorschlag von Alfons Fürst: 1./2. Samuel und 1./2. Könige – Jesaja – Jeremia – Ezechiel – Daniel – Zwölfprophetenbuch – Ijob – Esra-Nehemia-Buch – 1./2. Chronik – Salomoschriften (Sprüche, Kohelet, Hoheslied) – Buch der Psalmen – Pentateuch – Buch Ester – Josua, Richter und Rut – Buch Tobit – Buch Judit. Hieronymus widmete die Übersetzungen der salomonischen Schriften und des Buchs Tobit zwei Personen, die seine wissenschaftliche Arbeit finanziell unterstützten: dem Asketen Chromatius in Aquileia und Heliodorus, dem Bischof von Altinum.

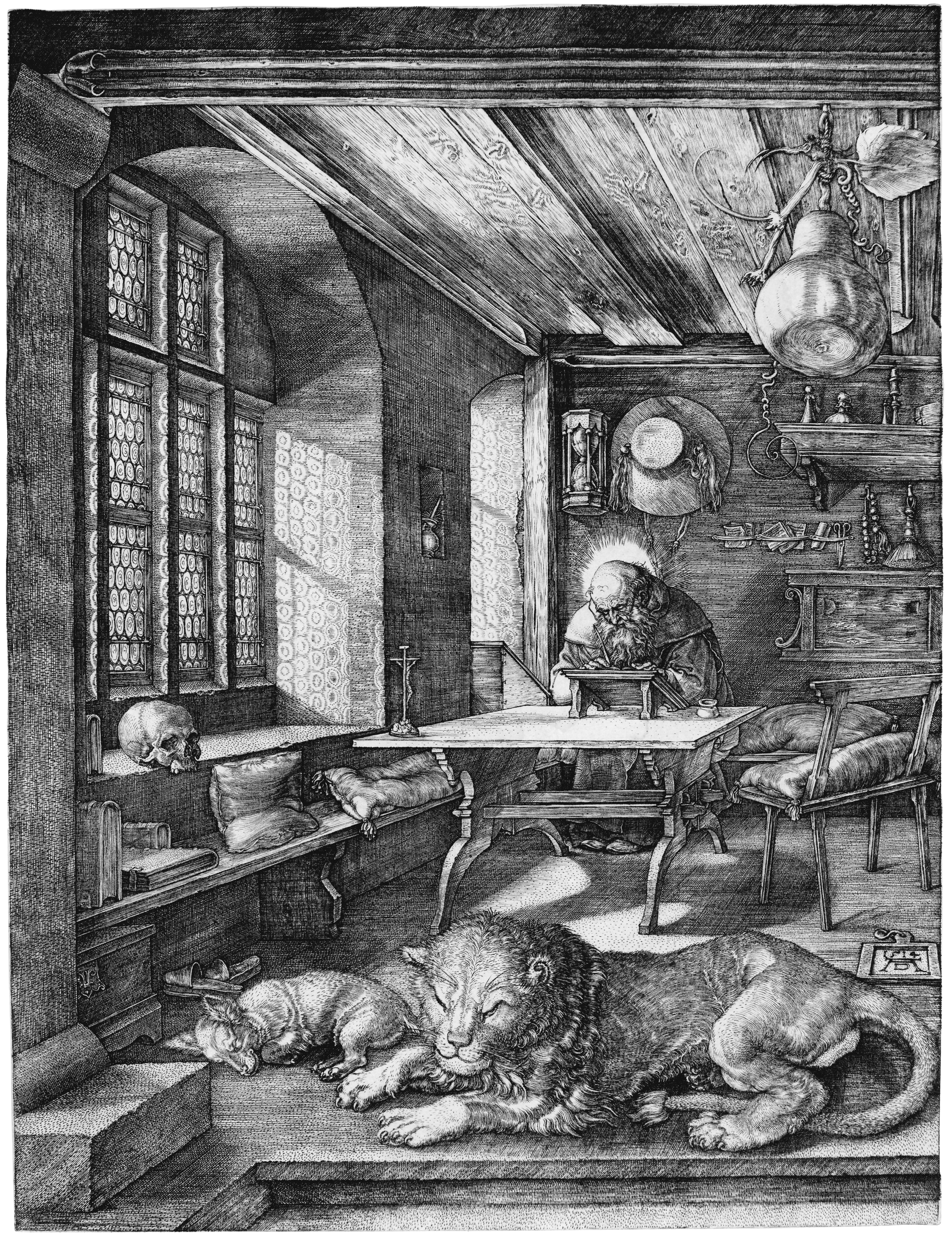
Hieronymus im Gehäus (=Studierzimmer), Kupferstich von Albrecht Dürer (1514). Der von der Decke hängende Kürbis erinnert an die Auseinandersetzung zwischen Hieronymus und Augustinus, welche Pflanze in gemeint ist

Zu Lebzeiten stand Hieronymus für diese Übersetzung des Alten Testaments stark in der Kritik. Er rührte am vertrauten und als heilig geltenden Wortlaut der Vetus Latina (einer Tochterübersetzung der Septuaginta). Augustinus von Hippo schrieb ihm, dass es in der nordafrikanischen Stadt Oea zum Aufruhr kam, als der Bischof das Buch Jona in Hieronymus’ Übersetzung verlesen ließ und die Gemeinde verblüfft hörte, dass Jona nicht unter den Ranken eines Kürbis, sondern unter Efeu Schatten gesucht habe. Hieronymus berief sich auf seine Sprachkenntnis, die niemand direkt nachprüfen konnte. Theodor von Mopsuestia meinte, Hieronymus habe bei einem zweitklassigen Lehrer Hebräisch gelernt, und die Septuaginta-Übersetzer seien vielleicht nicht fehlerfrei, aber besser qualifiziert gewesen. Rufinus von Aquileia polemisierte, Hieronymus habe einen von Juden entstellten hebräischen Text übersetzt. Augustinus akzeptierte, dass die Septuaginta sich vom hebräischen Text unterschied. Aber die Septuaginta-Übersetzer hätten nicht geirrt, sondern göttlich inspiriert prophezeit. Diese Möglichkeit gab es für Hieronymus nicht: Wo der griechische vom hebräischen Text abwich, sei der hebräische Text allemal vorzuziehen.

### Begleitwerke zur Bibelübersetzung
Hieronymus flankierte seine umstrittene Bibelübersetzung mit Nachschlagewerken und Kommentaren, die ihre Akzeptanz erhöhen und zusätzliche Informationen bieten sollten. Dabei schöpfte er aus verschiedenen Quellen, vor allem Schriften des Origenes und des Eusebius von Caesarea:
- Hebräische Eigennamen (Liber interpretationis hebraicorum nominum), ein Namenslexikon, das Werke Philos von Alexandria und Origenes auswertet, wobei sich die schlechte Qualität der von Hieronymus benutzten Philo-Manuskripte störend bemerkbar macht;[84]
- Hebräische Ortsnamen (De situ et nominibus locorum hebraicorum), eine Übersetzung und Bearbeitung von Eusebius’ Onomastikon der biblischen Ortsnamen.

Ein Sonderfall sind die „Untersuchungen zur hebräischen Sprache im Buch Genesis“ (Hebraicae quaestiones in libro Geneseos), ein philologischer Kommentar zu schwierigen Textstellen, der Vertrautheit mit der jüdischen Tradition (Haggada, Targumim) zeigt.
Hieronymus’ Schwerpunkt war die Kommentierung des Alten Testaments. Er war der einzige lateinisch schreibende christliche Autor der Spätantike, der alle Prophetenbücher kommentierte. Sein Kommentar In Danielem zum Buch Daniel nimmt eine zentrale Stellung in der Geschichte der abendländischen Danielkommentare ein. Er interpretierte das letzte der vier Weltreiche, aus dem der Antichrist hervorgehen soll, als das Imperium Romanum. In sehr vielen Handschriften überliefert, gab In Danielem praktisch die mittelalterliche Deutung dieses biblischen Buchs vor.
In den Kommentaren zeigt sich Hieronymus immer wieder als Kompilator. Für den Kommentar In Ionam zum Buch Jona beispielsweise wurde festgestellt, dass er hauptsächlich Origenes genutzt habe. Ein Papyrusfund des umfangreichen Sacharjakommentars von Didymus dem Blinden ermöglicht es, im Detail nachzuvollziehen, wie Hieronymus diesen für seinen eigenen Kommentar auswertete.

### Weitere Werke
Hieronymus war ein überaus produktiver Autor. Er verfasste einen kirchlichen Schriftstellerkatalog (De viris illustribus), der zugleich sein historisches Hauptwerk mit 135 Biographien darstellt. Von der Hand des Hieronymus gibt es drei Mönchsromane, die für das zeitgenössische Lesepublikum kurzweilig und spannend sein sollten und nebenher für die asketische Lebensform warben:
- Die Geschichte von der Gefangennahme des Mönches Malchus (Vita Malchi monachi captivi),
- Das Leben des seligen Hilarion (Vita beati Hilarioni),
- Paulus, der erste Eremit (Vita Pauli primi eremitae).

Antonius der Große galt bis dahin als Gründergestalt des christlichen Mönchtums – aber mit dem Eremiten Paulus (dessen Historizität fraglich ist) schuf Hieronymus dem Antonius einen Vorgänger, dessen Autorität von Antonius im Buch selbst anerkannt wurde. Das war Hieronymus’ „Debutroman“, der ihn als Schriftsteller bekannt machte.
Hieronymus übersetzte und überarbeitete die Chronik des Eusebius von Caesarea und setzte sie bis 378 fort. Als Quellen dienten ihm dabei unter anderem Sueton und die sogenannte Enmannsche Kaisergeschichte. Damit stand der lateinischen Christenheit erstmals eine Darstellung der Geschichte „von Abraham“ bis in die Gegenwart zur Verfügung. Nach den Angaben im Vorwort zur Chronik plante er auch ein umfassenderes Geschichtswerk über die Zeit der Kaiser Gratian und Theodosius I., das er aber wie andere geplante Werke nicht mehr verfasste.
Von Bethlehem aus unterhielt Hieronymus eine für antike Verhältnisse beachtliche Korrespondenz mit Personen aus dem gesamten römischen Reich. Besonders stark rezipiert ist dabei sein Briefwechsel mit Augustinus. Augustinus ergriff 394/95 die Initiative zu diesem Briefwechsel und war lebhaft an den Schriften des Hieronymus interessiert, während dieser distanziert blieb und die Werke des Augustinus wenig beachtete.

### Zum Gebrauch der klassischen Literatur
Hieronymus war unter den Lateinern der belesenste christliche Autor der Spätantike. Während es bei den griechischen Klassikern fraglich ist, wie weit er ihre Werke studiert hatte oder sie aus zweiter Hand kannte, zeigt er sich mit den lateinischen Klassikern sehr vertraut. Das gilt besonders für Terenz, Lukrez, Vergil, Horaz, Ovid und Persius.

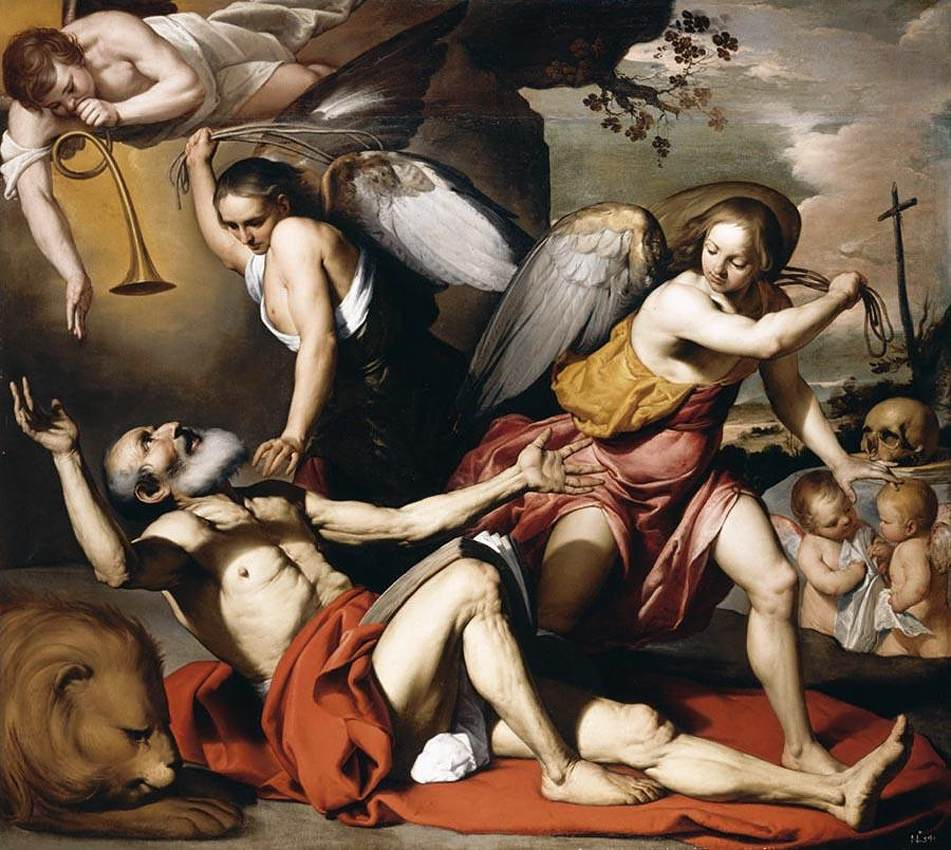
Die Vision des hl. Hieronymus (Bernardino Mei, 1657/60, Privatbesitz)

In seiner 384 verfassten Programmschrift für die asketische Frauengemeinschaft auf dem Aventin findet sich der Bericht über einen Traum, den Hieronymus gehabt haben will und in dem er von Gott für seine Lektüre der Klassiker gestraft wird. Die berühmte Szene zeigt die Spannung zwischen christlicher Weltentsagung und antiker Kultur, in der sich Hieronymus befand – unabhängig davon, ob der Traum sich biografisch einordnen lässt oder reine literarische Fiktion ist.
Demnach habe er als Asket beim Fasten auch Cicero und Plautus gelesen, an der Bibel aber wenig Geschmack gefunden. Fiebernd und dem Tode nahe, sei er in einer Vision vor den Richterstuhl Gottes gebracht und dort nach seinem Glauben gefragt worden. Er habe sich als Christ bezeichnet, doch Gott habe dies als Lüge zurückgewiesen. Ein Ciceronianer sei er, kein Christ (Ciceronianus es, non Christianus). Daraufhin sei er ausgepeitscht, auf die Fürbitte der Umstehenden hin aber begnadigt worden. Hieronymus habe dem himmlischen Richter geschworen, keine heidnische Literatur mehr zu besitzen oder zu lesen. Darauf sei er mit sichtbaren Striemen zurück zur Erde entlassen worden. Dass Hieronymus den Klassikern keineswegs entsagte, sie vielmehr in seinen Werken ständig zitierte, wurde ihm später von Rufinus vorgeworfen. Hieronymus verteidigte sich damit, dass er diese Texte noch aus Studienzeiten in Erinnerung gehabt habe.

## Heiligenverehrung

### Mittelalterliche Hieronymusviten und Hieronymusbriefe
Die ältesten beiden Heiligenviten stammen aus dem 9. Jahrhundert und wahrscheinlich aus Rom. Sie werden nach ihrem Incipit bezeichnet:
- Hieronymus noster („Unser Hieronymus“) trägt biografische Informationen aus den Schriften des Hieronymus zusammen;
- Plerosque nimirum („Den meisten freilich …“) enthält legendarische Stoffe wie die Geschichte vom Löwen, dem Hieronymus einen Dorn aus der Pranke gezogen habe. Daraufhin sei der Löwe zahm und sein treu ergebener Gefährte geworden. In diesem Fall wurde ein Wunder, das Johannes Moschos vom Eremiten Gerasimos erzählte, wohl irrtümlich Hieronymus zugeordnet. Die Übertragung des Motivs wurde dadurch erleichtert, dass Hieronymus selbst in einem seiner Mönchsromane (der Vita Pauli) das Motiv des zahmen Löwen brachte.[99]

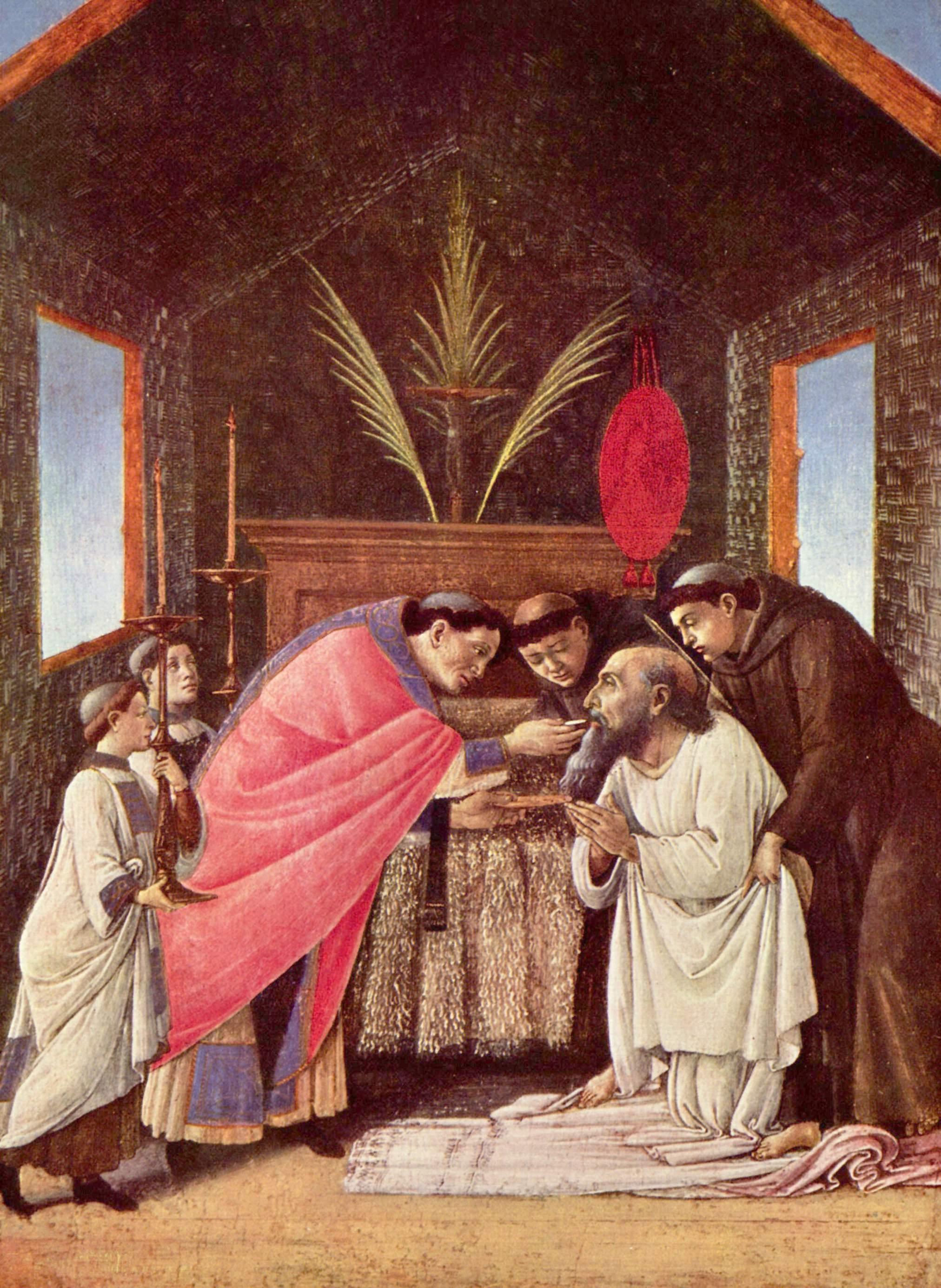
Eusebius von Cremona reicht Hieronymus die Kommunion (Sandro Botticelli, 1494/95, Metropolitan Museum of Art)

Drei pseudepigraphe mittelalterliche Briefe, die von Hieronymus nahestehenden Personen verfasst zu sein beanspruchen, stilisieren die Sterbestunde des Hieronymus als Vollendung seines christlichen Lebens und betonen bei Abfassungszeit wichtige Themen wie den Empfang der Sterbesakramente und den Fegefeuerglauben. Außerdem werden weitere Wunder erzählt. Die Rolle des Eusebius von Cremona als Mitarbeiter des Hieronymus wird dabei aufgewertet. Diese Hieronymusbriefe sind nach Erika Bauer vor 1300 verfasst worden. Obwohl sie aufeinander Bezug nehmen und so die Glaubwürdigkeit wechselseitig stärken, handelt es sich nicht um Schriften des gleichen Verfassers.

### Reliquien
Seit dem späten 13. Jahrhundert gibt es die (Jacobus de Voragine noch unbekannte) Tradition, dass der Körper des Hieronymus von Bethlehem nach Rom überführt worden sei. Dort sollen seine Reliquien in der Geburtsgrottenkapelle der Basilika Santa Maria Maggiore verwahrt worden sein. Bei den Umbauten, die Sixtus V. 1587 veranlasste, gingen die Hieronymus-Reliquien verloren, wurden aber 1750 wieder aufgefunden und von Benedikt XIV. bestätigt. Sie wurden daraufhin zusammen mit den Reliquien des Evangelisten Matthäus unter dem Hochaltar von Santa Maria Maggiore beigesetzt.

### Ikonographie
In der bildenden Kunst des Spätmittelalters und der Neuzeit ist Hieronymus häufig dargestellt worden, meist als Gelehrter in seiner Studierstube, als Eremit in der Einöde, als Kardinal im roten Mantel oder in Gesellschaft der Kirchenväter Ambrosius, Augustinus und Gregor. Ein Attribut des Heiligen ist der zahme Löwe. Weitere Attribute sind die Bibel und weitere Bücher als Hinweis auf seine Übersetzertätigkeit, der scharlachrote Kardinalshut, ein Kruzifix, der Totenschädel oder ein Stein, mit dem sich der Eremit an die Brust schlägt. Obwohl es zur Zeit des Hieronymus noch keine Kardinäle gab, wird er mit den Insignien roter Mantel und Kardinalshut dargestellt. Ursache ist die Vita Plerosque nimirum aus dem 9. Jahrhundert, die Hieronymus als „cardinalis presbyter“ bezeichnet. Obwohl damit gemeint war, dass Hieronymus an einer der vier Hauptkirchen diente, dichteten ihm insbesondere der römische Theologe Niccolò Maniacoria und der Bologneser Professor Giovanni d’Andrea im 12. Jahrhundert ein Kardinalsamt an. Auf letzteren gehen Kardinalshut und Löwe als feste Bestandteile künftiger Hieronymus-Darstellungen zurück. Damit konnte der aufstrebende Stand der Kardinäle den Priester und Mönch Hieronymus zu „ihrem“ Heiligen erklären.
Der Typus des heiligen Hieronymus als Einsiedler fand in der Kunstgeschichte seinen Platz als Hieronymus im Gehäuse unter anderem in Gemälden bei
- Der heilige Hieronymus im Gehäuse (Antonello da Messina), 1470er
- Der heilige Hieronymus im Gehäuse (Ghirlandaio), 1480, Domenico Ghirlandaio
- Der heilige Hieronymus (Leonardo da Vinci), um 1480
- Der heilige Hieronymus im Gehäus, 1514, Albrecht Dürer
- Der heilige Hieronymus im Gehäuse (Cranach), 1526, Lucas Cranach d. Ä.

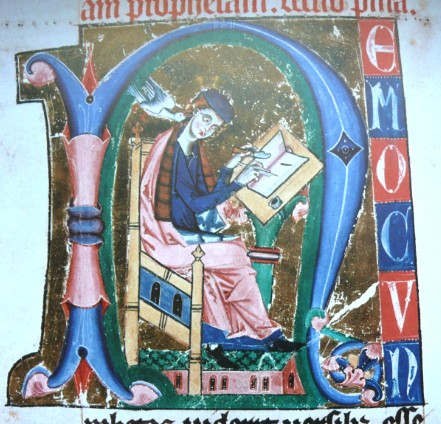
Hieronymus übersetzt die Bibel, inspiriert vom Heiligen Geist in Gestalt einer Taube, 13. Jh.
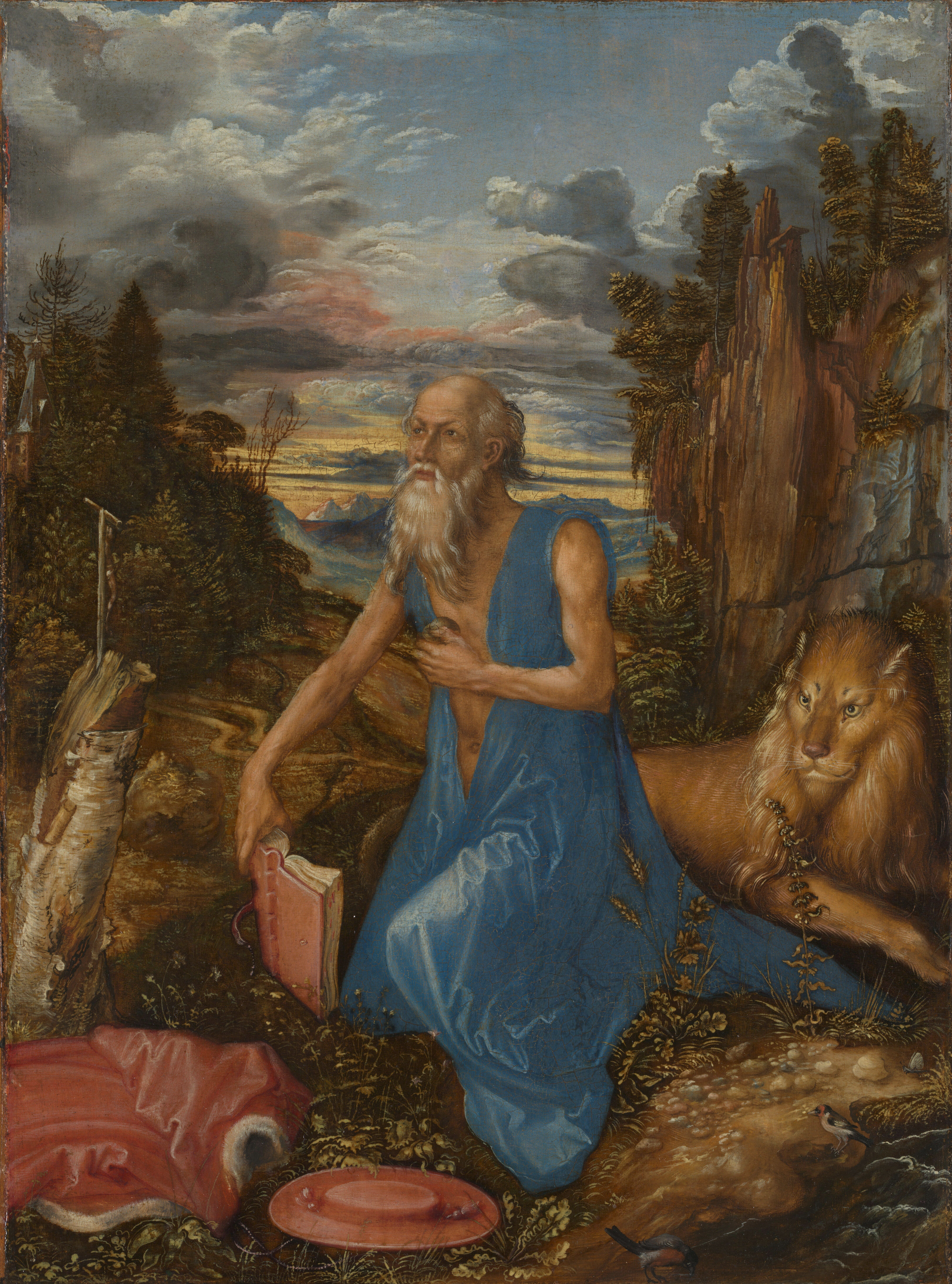
Albrecht Dürer: Der heilige Hieronymus in der Einöde, 1495
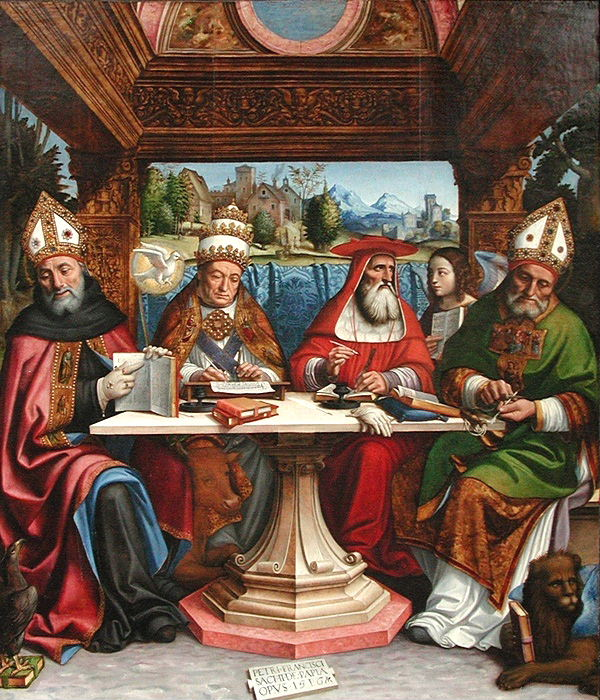
Pier Francesco Sacchi: Kirchenväter, 1516 (jeweils mit einem Evangelistensymbol)
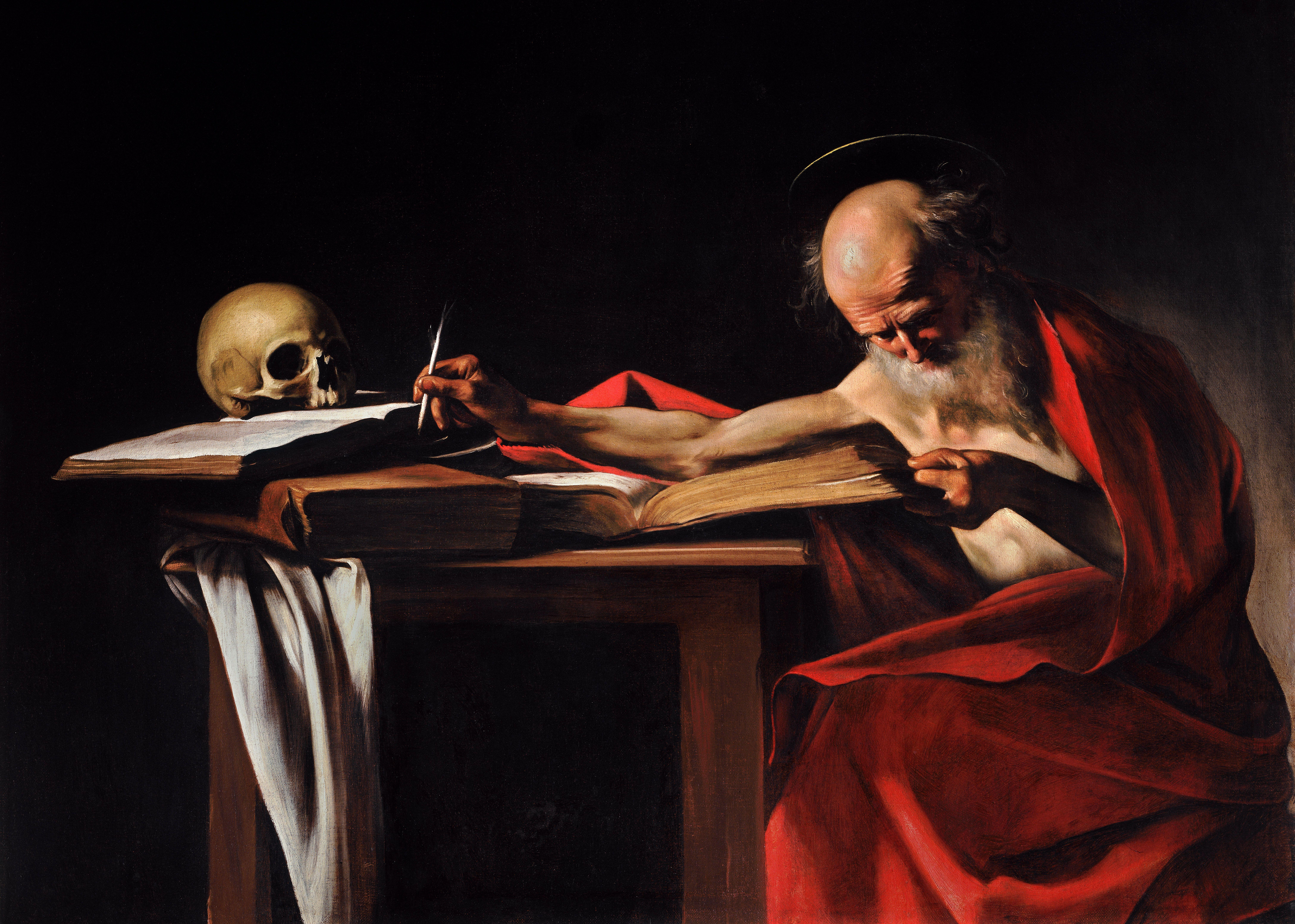
Michelangelo Merisi da Caravaggio: Hl. Hieronymus beim Schreiben, 1605/1606
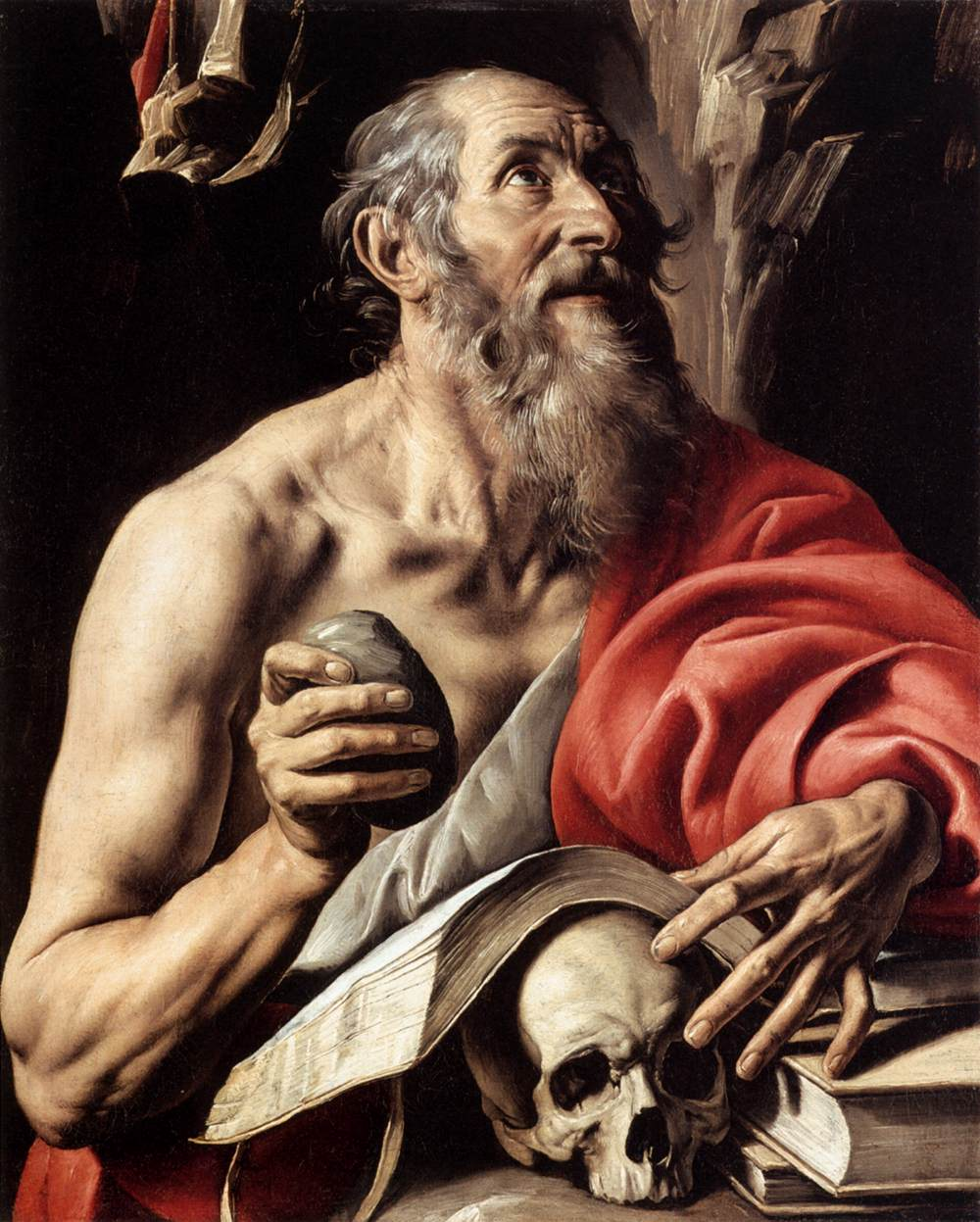
Tanzio da Varalla: Hieronymus als Eremit, mit Stein, Totenkopf und einem Kardinalsmantel, um 1625
Peter Paul Rubens: Hieronymus als Kardinal, um 1625
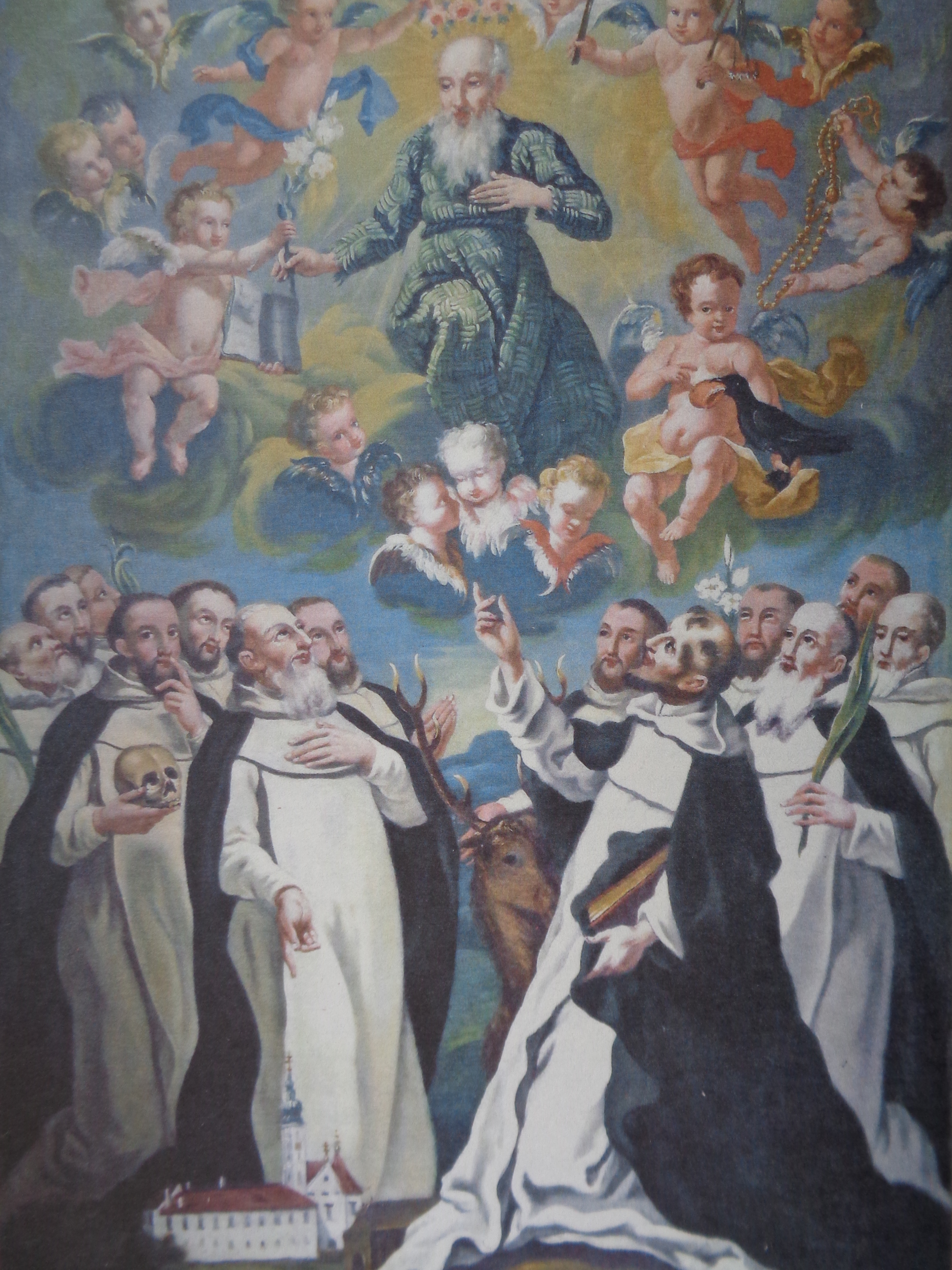
Gabriel Thaler: Der heilige Hieronymus und die Pauliner, 18. Jh.
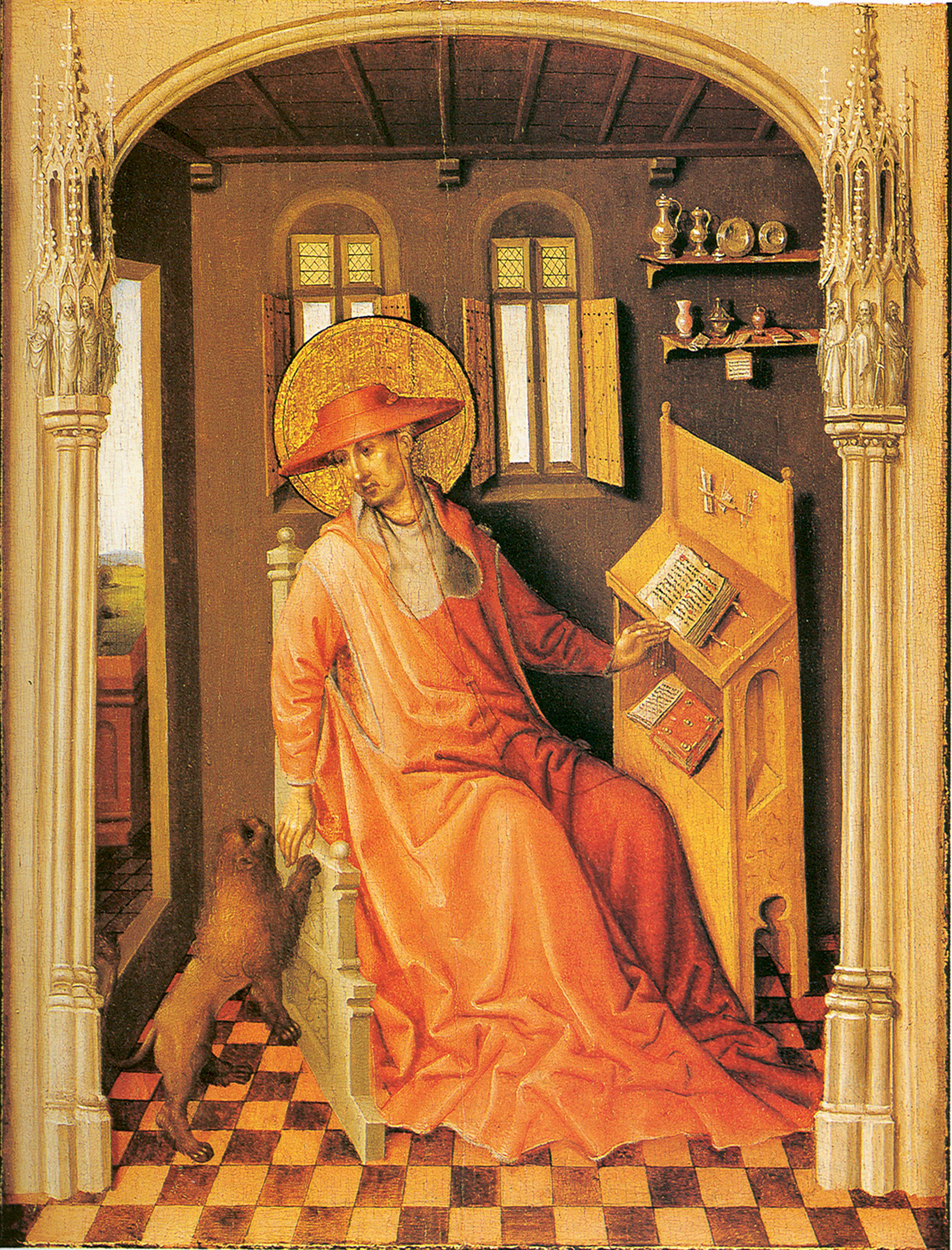
Heiliger Hieronymus im Gehäus von Stefan Lochner, vor 1440

### Hieronymus als Namengeber
Die Kirche San Girolamo dei Croati in Rom existiert bereits seit dem 15. Jahrhundert und wurde von Papst Pius V. zur Titelkirche erhoben. Seitdem waren viele Kardinäle kroatischer Herkunft oder mit kroatischen Verwandtschaftsbeziehungen Kardinalpriester oder -diakone von San Girolamo. In neuerer Zeit ist es jeweils der Erzbischof von Zagreb (derzeit Kardinal Josip Bozanić). Bei der Titelkirche ist auch das Päpstliche Kroatische Kollegium vom Heiligen Hieronymus zu Rom ansässig, das von Leo XIII. 1901 begründet wurde und seit 1911 kroatische Priesteramtskandidaten ausbildet.

### Hieronymus als Schutzpatron
Wegen der Bedeutung der Vulgata gilt Hieronymus als der Schutzpatron der Übersetzer, Gelehrten, Lehrer, Schüler, Studenten, Korrektoren und Theologen. Nach ihm ist der seit 1954 bestehende Internationale Übersetzertag benannt, der jährlich an seinem Gedenktag, dem 30. September, stattfindet. Vom Verband deutschsprachiger Übersetzer/innen literarischer und wissenschaftlicher Werke wird seit 1979 ein sogenannter Hieronymusring an hervorragende Literaturübersetzer verliehen.

## Werkausgaben
Die Werke des Hieronymus sind unter anderem im Rahmen der Patrologia Latina, des Corpus Christianorum (Series Latina) sowie des Corpus Scriptorum Ecclesiasticorum Latinorum ediert. Zu Details siehe den Überblick bei Rebenich. Auswahlübersetzungen sind in der Reihe Bibliothek der Kirchenväter und in der zweisprachigen Edition Fontes Christiani erschienen.

### Lexika
- Christoph Markschies: Hieronymus I. Person. In: Religion in Geschichte und Gegenwart (RGG). 4. Auflage. Band 3, Mohr-Siebeck, Tübingen 2000, Sp. 1728–1730.
- Pierre Nautin: Hieronymus (347 o. 348–420). In: Theologische Realenzyklopädie (TRE). Band 15, de Gruyter, Berlin / New York 1986, ISBN 3-11-008585-2, S. 304–315.
- Ulrich Eigler: Hieronymus. In: Der Neue Pauly. Band 5. Metzler, Stuttgart/Weimar 1998, Sp. 548–551 (Scan – Internet Archive).
- Harald Hagendahl, Jan Hendrik Waszink: Hieronymus. In: Reallexikon für Antike und Christentum. Band 15. Hiersemann, Stuttgart 1991, Sp. 117–139 (Scan – Internet Archive).

### Monografien
- Alfons Fürst: Hieronymus. Askese und Wissenschaft in der Spätantike. Zweite, inhaltlich überarbeitete Auflage. Herder, Freiburg/Basel/Wien 2016, ISBN 978-3-451-31144-4.
- Georg Grützmacher: Hieronymus, eine biographische Studie zur alten Kirchengeschichte. Dieterich’sche Verlagsbuchhandlung, Leipzig 1901–1908.
  - Band 1: Sein Leben und seine Schriften bis zum Jahre 385 (Online)
  - Band 2: Sein Leben und seine Schriften von 385 bis 400 (Online)
  - Band 3: Sein Leben und seine Schriften von 400 bis 420 (Online)
- Dorothea Keller: Gattung und Stil in der Vulgata des Hieronymus (= Vertumnus. Berliner Beiträge zur Klassischen Philologie und zu ihren Nachbargebieten. Band 14). Edition Ruprecht, Göttingen 2023, ISBN 978-3-8469-0382-7
- John Gavin Nolan: Jerome and Jovinian (= Studies In Sacred Theology, Second Series. Band 97). Catholic University Of America, Washington DC 1956, Nachdruck 2013, ISBN 978-1-258-60815-6
- Stefan Rebenich: Jerome. Routledge, London u. a. 2002, ISBN 0-415-19905-0.
- Heinrich Schlange-Schöningen: Hieronymus: Eine historische Biografie. wbg/Philipp von Zabern, Darmstadt 2018. ISBN 3-8053-5149-6.
- Jean Steinmann: Hieronymus. Ausleger der Bibel. Weg und Werk eines Kirchenvaters. Bachem, Köln 1961.
- Susan Weingarten: The Saint’s Saints: Hagiography and Geography in Jerome (= Ancient Judaism and Early Christianity. Band 58). Brill, Leiden/Boston 2005, ISBN 978-90-04-14387-6.

### Artikel
- Alfons Fürst: Aktuelle Tendenzen der Hieronymus-Forschung: Impressionen von einer Tagung über Hieronymus in Cardiff. In: Adamantius. 13 (2007), S. 144–151.
- Görge K. Hasselhoff: Revising the Vulgate: Jerome and his Jewish Interlocutors. In: Zeitschrift für Religions- und Geistesgeschichte 64 (2012), S. 209–221.
- René Kieffer: Jerome: His Exegesis and Hermeneutics. In: Magne Sæbø (Hrsg.): Hebrew Bible / Old Testament: The History of Its Interpretation. Band 1/1: Antiquity. Vandenhoeck & Ruprecht, Göttingen 1996, S. 663–681.
- Josef Lössl: Hieronymus – ein Kirchenvater? In: Johannes Arnold et al. (Hrsg.): Väter der Kirche: Ekklesiales Denken von den Anfängen bis in die Neuzeit. Festgabe für Hermann Josef Sieben zum 70. Geburtstag. Schöningh, Paderborn/München/Wien/Zürich 2004, ISBN 3-506-70423-0, S. 431–464 (digitale-sammlungen.de).
- Stefan Rebenich: Jerome: The Vir Trilinguis and the Hebraica Veritas. In: Vigiliae Christianae. Band 47 (1993), Nr. 1, ISSN 0042-6032, S. 50–77, doi:10.2307/1584340.
- Alison Salvesen: A Convergence of the Ways? The Judaizing of Christian Scripture by Origen and Jerome. In: Adam H. Becker, Annette Yoshiko Reed (Hrsg.): The Ways that Never Parted. Jews and Christians in Late Antiquity and the Early Middle Ages (= Texts and Studies in Ancient Judaism. Band 95). Mohr Siebeck, Tübingen 2003, ISBN 978-3-16-147966-3, S. 233–258.